# Apollo 8
Apollo 8 (21–27 tháng 12 năm 1968) là tàu vũ trụ có người lái đầu tiên thoát khỏi phạm vi ảnh hưởng của lực hấp dẫn Trái Đất và là chuyến bay có phi hành đoàn đầu tiên đi tới Mặt Trăng. Các nhà du hành vũ trụ đã di chuyển vòng quanh quỹ đạo Mặt Trăng mười lần mà không thực hiện hạ cánh, và sau đó an toàn về lại Trái Đất. Ba phi hành gia gồm Frank Borman, James Lovell và William Anders là những người đầu tiên đi đến nửa không nhìn thấy của Mặt Trăng và chứng kiến hiện tượng Trái Đất mọc.
Sứ mệnh được phóng vào ngày 21 tháng 12 năm 1968 như nhiệm vụ có người lái thứ hai trong chương trình Apollo của Hoa Kỳ (Apollo 7 là nhiệm vụ đầu tiên và chỉ bay đến quỹ đạo Trái Đất). Đây là chuyến bay thứ ba và phi vụ phóng có người lái thứ nhất của tên lửa đẩy Saturn V, cũng như là chuyến bay vào vũ trụ có phi hành đoàn đầu tiên được phóng từ Trung tâm Vũ trụ Kennedy, nằm liền kề với Trạm không quân Mũi Kennedy ở Florida.
Theo kế hoạch ban đầu, Apollo 8 sẽ là chuyến bay thử nghiệm có người lái thứ hai của Mô-đun Mặt Trăng Apollo (LM) và mô-đun chỉ huy tới một quỹ đạo Trái Đất tầm trung hình elip vào đầu năm 1969. Tuy nhiên, do LM vẫn chưa sẵn sàng để bay, NASA đã thay đổi kế hoạch sứ mệnh thành chuyến bay trên quỹ đạo Mặt Trăng chỉ sử dụng mô-đun chỉ huy, với ngày phóng là tháng 12 năm 1968. Phi hành đoàn của Jim McDivitt, vốn đang trong quá trình huấn luyện để thực hiện chuyến bay thứ nhất lên quỹ đạo Trái Đất tầm thấp của mô-đun Mặt Trăng đầu tiên, được bổ nhiệm cho Apollo 9, còn phi hành đoàn của Borman thì đổi sang bay trên Apollo 8. Quyết định này khiến đội của Borman mất đi hai tới ba tháng huấn luyện và chuẩn bị so với kế hoạch ban đầu, đồng thời thay thế việc huấn luyện mô-đun Mặt Trăng theo kế hoạch thành huấn luyện điều hướng chuyển tiếp Mặt Trăng.
Apollo 8 mất 68 giờ để đi từ Trái Đất đến Mặt Trăng. Phi hành đoàn đã bay vòng quanh thiên thể này mười lần sau hai mươi giờ. Trong khoảng thời gian đó, họ phát sóng buổi truyền hình Đêm vọng Lễ Giáng sinh và đọc mười câu đầu tiên của Sách Sáng Thế. Vào thời điểm ấy, đây là chương trình TV có nhiều lượt xem nhất. Sự thành công của sứ mệnh Apollo 8 đã mở đường cho Apollo 10 và, cùng với Apollo 11 vào tháng 7 năm 1969, hoàn thành mục tiêu đưa con người lên Mặt Trăng trước khi kết thúc thập kỷ do Tổng thống Hoa Kỳ John F. Kennedy đề ra. Phi hành đoàn Apollo 8 quay lại Trái Đất vào ngày 27 tháng 12 năm 1968 với cú hạ cánh xuống Bắc Thái Bình Dương. Tạp chí Time đã vinh danh họ là "Nhân vật của năm" 1968 vào thời điểm trở về.

## Bối cảnh
Cuối thập niên 1950 đầu thập niên 1960, Hoa Kỳ tham gia vào Chiến tranh Lạnh, một cuộc cạnh tranh địa chính trị với Liên Xô. Ngày 4 tháng 10 năm 1957, Liên Xô phóng vệ tinh nhân tạo đầu tiên mang tên Sputnik 1. Thành công bất ngờ này đã khơi dậy nỗi lo ngại và trí tưởng tượng trên khắp thế giới. Nó không chỉ chứng minh rằng Liên Xô có khả năng phóng vũ khí hạt nhân xuyên lục địa, mà còn thách thức những tuyên bố của Mỹ về ưu thế quân sự, kinh tế và công nghệ. Phi vụ phóng đã gây ra khủng hoảng Sputnik và mở đầu Cuộc chạy đua vào vũ trụ.
Tổng thống John F. Kennedy tin rằng, việc Hoa Kỳ vượt trội hơn các quốc gia khác không chỉ vì lợi ích quốc gia của chính Hoa Kỳ, mà nhận thức về sức mạnh của nước này ít nhất cũng quan trọng như năng lực thực tế. Do đó, ông không thể chấp nhận việc Liên Xô tiến bộ hơn mình trong lĩnh vực thám hiểm không gian. Ông quyết tâm rằng Hoa Kỳ nên cạnh tranh và tìm kiếm một thách thức nhằm tối đa hóa cơ hội chiến thắng.
Liên Xô sở hữu tên lửa đẩy hạng nặng hơn, đồng nghĩa Kennedy cần phải chọn một mục tiêu vượt quá khả năng của thế hệ tên lửa hiện có, thứ mà cả Hoa Kỳ và Liên Xô đều sẽ bắt đầu từ vị trí như nhau – một điều gì đó ngoạn mục, ngay cả khi nó không thể được khẳng định trên cơ sở quân sự, kinh tế hay khoa học. Sau khi tham khảo ý kiến của các chuyên gia và cố vấn, ông cuối cùng đã chọn dự án đưa người lên Mặt Trăng và mang anh ta trở lại Trái Đất. Dự án này có tên gọi là Dự án Apollo.
Một quyết định sớm và quan trọng trong sứ mệnh là việc áp dụng chiến lược điểm hẹn quỹ đạo Mặt Trăng, theo đó một phi thuyền chuyên dụng sẽ hạ cánh trên bề mặt vệ tinh tự nhiên của Trái Đất. Vì lý do này, tàu vũ trụ Apollo có ba thành phần chính: một mô-đun chỉ huy (CM) với cabin dành cho ba phi hành gia, đây là phần duy nhất quay trở lại Trái Đất; một mô-đun dịch vụ (SM) để cung cấp lực đẩy, điện năng, oxy và nước cho mô-đun chỉ huy; và một mô-đun Mặt Trăng hai tầng, bao gồm tầng hạ cánh (descent stage) để hạ cánh xuống Mặt Trăng và tầng cất cánh (ascent stage) để đưa các phi hành gia trở lại quỹ đạo thiên thể này. Cấu hình đó có thể được phóng bởi tên lửa Saturn V, chiếc vẫn đang trong giai đoạn phát triển vào lúc ấy.

## Cơ cấu

### Phi hành đoàn chính
| Vai trò                   | Phi hành gia                                       | Phi hành gia                                       |
| ------------------------- | -------------------------------------------------- | -------------------------------------------------- |
| Chỉ huy                   | Frank F. Borman II Chuyến bay thứ hai và cuối cùng | Frank F. Borman II Chuyến bay thứ hai và cuối cùng |
| Phi công Mô-đun Chỉ huy   | James A. Lovell Jr. Chuyến bay thứ ba              | James A. Lovell Jr. Chuyến bay thứ ba              |
| Phi công Mô-đun Mặt Trăng | William A. Anders Chuyến bay duy nhất              | William A. Anders Chuyến bay duy nhất              |

Ngày 20 tháng 11 năm 1967, NASA chính thức công bố phi hành đoàn cho chuyến bay Apollo có người lái thứ ba theo phân công ban đầu, với Frank Borman làm Chỉ huy, Michael Collins làm Phi công Mô-đun Chỉ huy (CMP) và William Anders làm Phi công Mô-đun Mặt Trăng (LMP). Tháng 7 năm 1968, Collins được thay thế bởi Jim Lovell sau khi ông bị thoát vị đĩa đệm cổ và cần phải thực hiện phẫu thuật. Apollo 8 là phi hành đoàn duy nhất trong số các nhiệm vụ trước kỷ nguyên tàu con thoi mà người chỉ huy không phải là thành viên giàu kinh nghiệm nhất: Lovell chỉ bay hai lần trước đó trên Gemini VII và Gemini XII. Đây cũng là trường hợp đầu tiên chỉ huy của nhiệm vụ trước đó (Lovell trên Gemini XII) không bay với tư cách chỉ huy.
Tính đến tháng 6 năm 2024, James Lovell là phi hành gia Apollo 8 cuối cùng còn sống. Frank Borman và William Anders lần lượt qua đời vào ngày 7 tháng 11 năm 2023 và ngày 7 tháng 6 năm 2024.

### Phi hành đoàn dự phòng
| Vai trò                   | Phi hành gia        | Phi hành gia        |
| ------------------------- | ------------------- | ------------------- |
| Chỉ huy                   | Neil A. Armstrong   | Neil A. Armstrong   |
| Phi công Mô-đun Chỉ huy   | Edwin E. Aldrin Jr. | Edwin E. Aldrin Jr. |
| Phi công Mô-đun Mặt Trăng | Fred W. Haise Jr.   | Fred W. Haise Jr.   |

Phi hành đoàn dự phòng cũng được công bố cùng ngày với phi hành đoàn chính, trong đó có Chỉ huy Neil Armstrong, CMP Lovell và LMP Buzz Aldrin. Khi NASA tái bổ nhiệm Lovell vào đội chính, Aldrin đã đổi sang vị trí CMP và Fred Haise được đưa vào làm LMP dự phòng. Armstrong sau này trở thành chỉ huy cho sứ mệnh Apollo 11, với Aldrin làm LMP và Collins làm CMP. Haise cũng phục vụ với tư cách LMP trong phi hành đoàn dự phòng của Apollo 11 và phi hành đoàn chính thức của Apollo 13.

### Nhân sự hỗ trợ
Trong các dự án Mercury và Gemini, mỗi sứ mệnh đều có một phi hành đoàn chính và dự phòng. Đối với Apollo, sẽ có thêm một phi hành đoàn hỗ trợ. Đội hỗ trợ đảm nhận nhiệm vụ duy trì kế hoạch bay, danh sách kiểm tra, các quy tắc cơ bản của sứ mệnh và đảm bảo rằng đội chính cũng như đội dự phòng sẽ được thông báo về mọi sự thay đổi. Họ đã phát triển các thủ tục trong thiết bị mô phỏng, đặc biệt là cho tình huống khẩn cấp, để đội chính và đội dự phòng có thể thực hành và thành thạo chúng trong quá trình huấn luyện mô phỏng. Đối với Apollo 8, phi hành đoàn hỗ trợ bao gồm Ken Mattingly, Vance Brand và Gerald Carr.
Liên lạc viên khoang vũ trụ (capsule communicator, viết tắt là CAPCOM) là một phi hành gia tại Trung tâm Kiểm soát Sứ mệnh ở Houston, Texas, người duy nhất liên lạc trực tiếp với phi hành đoàn chuyến bay. Đối với Apollo 8, các CAPCOM là Michael Collins, Gerald Carr, Ken Mattingly, Neil Armstrong, Buzz Aldrin, Vance Brand và Fred Haise.
Các đội kiểm soát sứ mệnh luân phiên làm ba ca, mỗi ca do một giám đốc chuyến bay chỉ huy. Các giám đốc của Apollo 8 là Clifford E. Charlesworth (đội Green), Glynn Lunney (đội Black) và Milton Windler (đội Maroon).

### Huy hiệu sứ mệnh và tín hiệu gọi

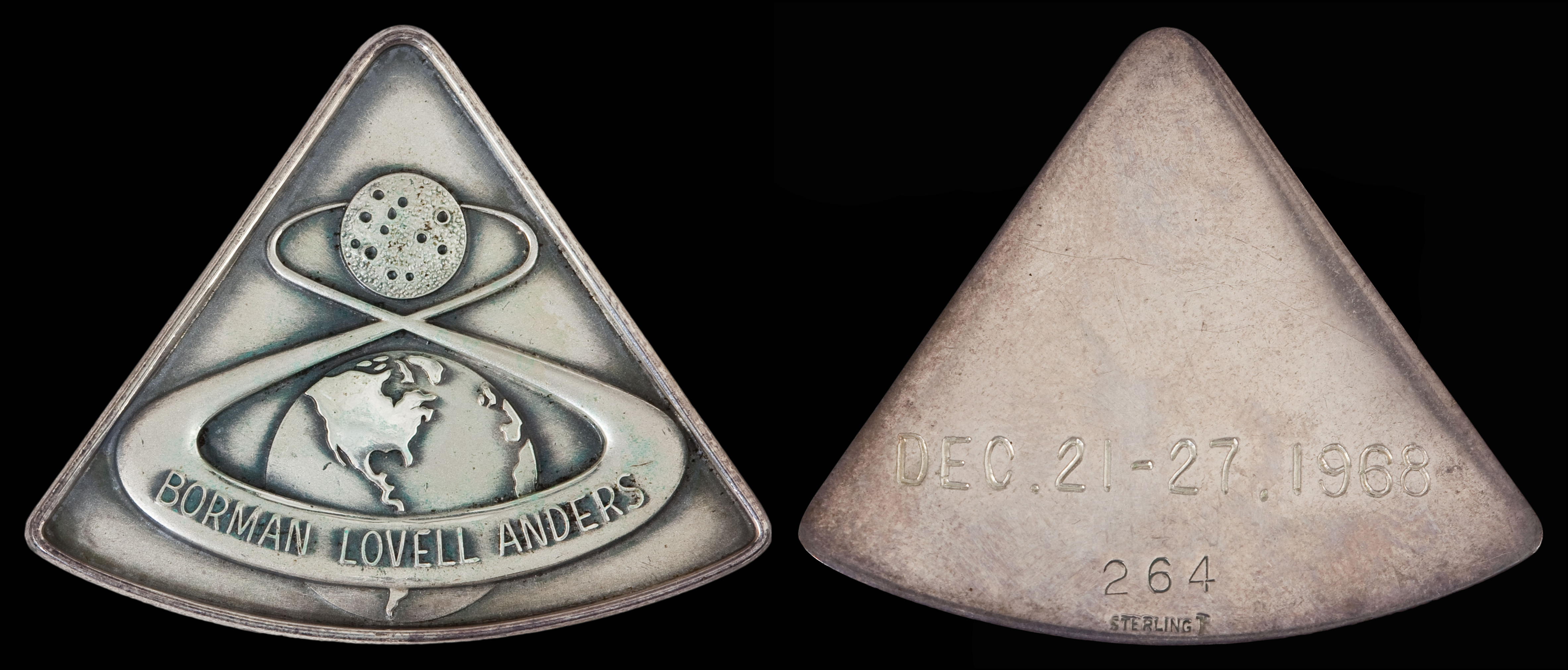
Huy chương Robbins màu bạc bay trên Apollo 8

Kiểu dáng tam giác của huy hiệu tượng trưng cho hình dạng của CM Apollo. Trên nó có hình một con số 8 màu đỏ bao vòng quanh Trái Đất và Mặt Trăng, phản ánh cả số và tính chất vòng quanh Mặt Trăng của sứ mệnh. Phía dưới số 8 là tên ba thành viên phi hành đoàn. Thiết kế ban đầu của huy hiệu do Jim Lovell phát triển; người ta cho rằng ông đã phác thảo nó khi ngồi ở ghế sau của chuyến bay T-38 từ California đến Houston ngay khi hay tin Apollo 8 được tái chỉ định thành một sứ mệnh quay quanh Mặt Trăng.
Phi hành đoàn muốn đặt tên cho tàu vũ trụ của mình nhưng không được NASA chấp nhận. Họ có thể đã chọn Columbiad, tên của khẩu pháo khổng lồ dùng để phóng phương tiện vũ trụ trong cuốn tiểu thuyết năm 1865 Từ Trái Đất đến Mặt Trăng của Jules Verne. CM Apollo 11 được đặt tên Columbia một phần vì lý do đó.

## Chuẩn bị

### Lịch trình sứ mệnh
Ngày 20 tháng 9 năm 1967, NASA áp dụng kế hoạch bảy bước cho các sứ mệnh Apollo, với bước cuối cùng là hạ cánh lên Mặt Trăng. Apollo 4 và Apollo 6 là sứ mệnh loại "A", các cuộc thử nghiệm phương tiện phóng Saturn V sử dụng mô-đun chỉ huy và dịch vụ (CSM) không người lái Block I trên quỹ đạo Trái Đất. Apollo 5 là sứ mệnh loại "B", thử nghiệm LM trên quỹ đạo. Apollo 7, lên lịch vào tháng 10 năm 1968, sẽ là sứ mệnh loại "C", chuyến bay có phi hành đoàn trên quỹ đạo Trái Đất của CSM. Các nhiệm vụ tiếp theo trong tương lai phụ thuộc vào mức độ sẵn sàng của LM. Apollo 8 được lên kế hoạch là sứ mệnh loại "D", thử nghiệm LM trên quỹ đạo Trái Đất tầm thấp vào tháng 12 năm 1968 cùng với James McDivitt, David Scott và Russell Schweickart, trong khi phi hành đoàn của Borman sẽ thực hiện sứ mệnh loại "E", thử nghiệm LM nghiêm ngặt hơn trong một quỹ đạo Trái Đất tầm trung hình elip trên Apollo 9 vào đầu năm 1969. Sứ mệnh loại "F" kiểm tra CSM và LM trên quỹ đạo Mặt Trăng, còn sứ mệnh loại "G" sẽ là mục tiêu cuối cùng, đổ bộ lên Mặt Trăng.

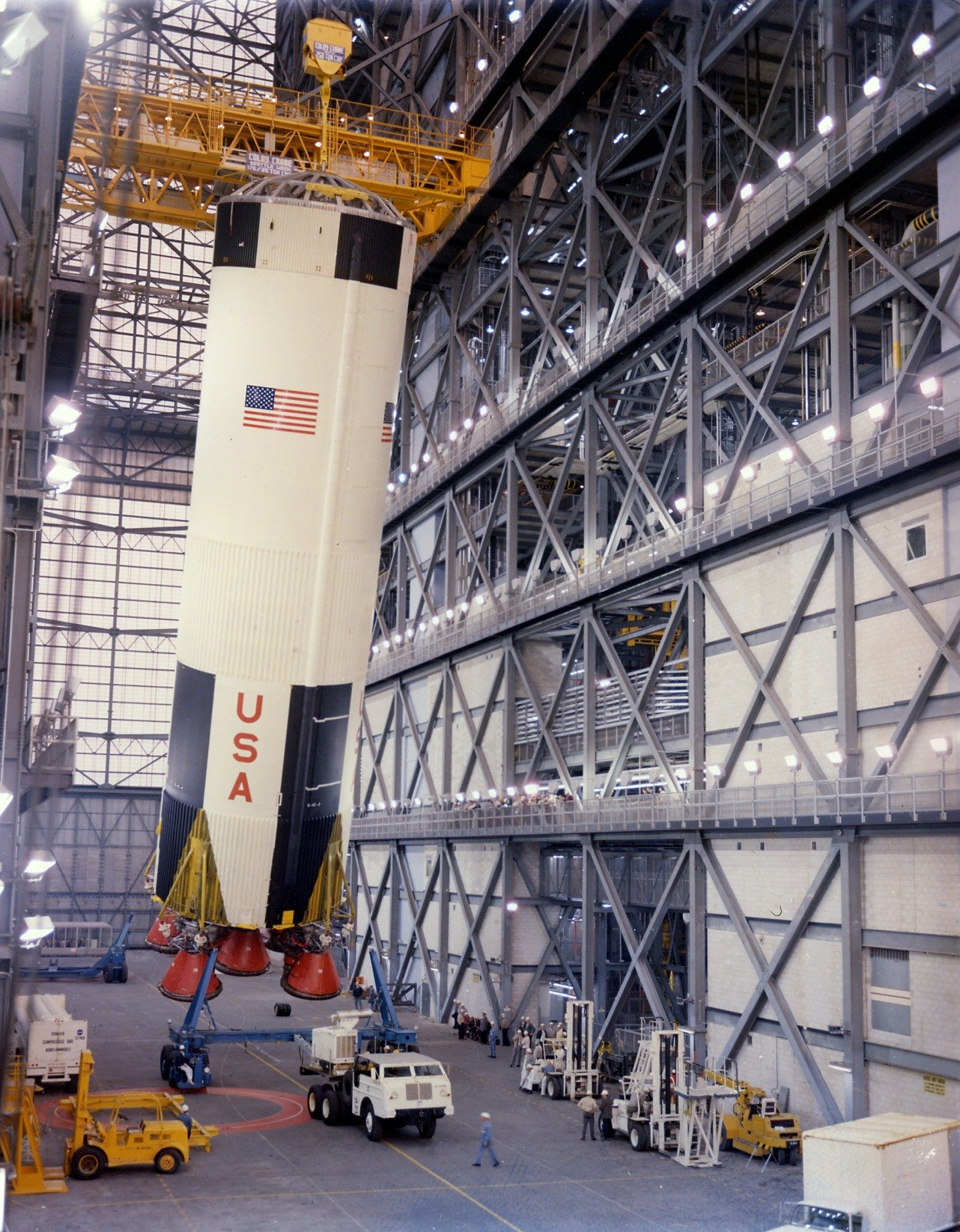
Tầng thứ nhất của AS-503 được dựng lên bên trong Tòa nhà Lắp ráp Phương tiện (VAB), ngày 1 tháng 2 năm 1968.

Việc sản xuất LM đã bị chậm tiến độ, và khi LM-3 của Apollo 8 đến Trung tâm Vũ trụ Kennedy (KSC) vào tháng 6 năm 1968, hơn một trăm khiếm khuyết nghiêm trọng được phát hiện khiến cho Bob Gilruth, Giám đốc Trung tâm Tàu vũ trụ có Người lái (MSC), và những người khác kết luận rằng không có khả năng LM-3 sẽ bay vào năm 1968. Thật vậy, việc giao hàng đã có nguy cơ phải dời sang tháng 2 hoặc tháng 3 năm 1969. Thực hiện theo kế hoạch bảy bước ban đầu có nghĩa là phải trì hoãn sứ mệnh loại "D" và các chuyến bay tiếp theo, đồng thời đe dọa mục tiêu đổ bộ lên Mặt Trăng trước khi kết thúc năm 1969 của chương trình. George Low, Giám đốc Văn phòng Chương trình Tàu vũ trụ Apollo (Manager of the Apollo Spacecraft Program Office), đã đề xuất một giải pháp vào tháng 8 năm 1968 để giữ cho chương trình đi đúng hướng bất chấp sự chậm trễ của LM. Vì chiếc CSM tiếp theo (định danh "CSM-103") sẽ sẵn sàng trước ba tháng so với LM-3, nên một phi vụ chỉ dành cho CSM có thể được tiến hành vào tháng 12 năm 1968. Thay vì lặp lại chuyến bay sứ mệnh loại "C" của Apollo 7, CSM này có thể được gửi tới Mặt Trăng, với khả năng đi vào quỹ đạo thiên thể này và quay trở lại Trái Đất. Phi vụ mới sẽ cho phép NASA thử nghiệm các quy trình hạ cánh lên Mặt Trăng mà lẽ ra phải đợi đến Apollo 10, hay sứ mệnh loại "F" theo lịch trình. Sứ mệnh loại "E" trên quỹ đạo Trái Đất tầm trung cũng sẽ không còn cần thiết. Cuối cùng, chỉ có sứ mệnh loại "D" là phải hoãn lại và kế hoạch hạ cánh lên Mặt Trăng vào giữa năm 1969 vẫn có khả năng đúng tiến độ.
Ngày 9 tháng 8 năm 1968, Low thảo luận ý tưởng này với Gilruth, Giám đốc Chuyến bay Chris Kraft và Giám đốc Điều hành Phi hành đoàn Donald Slayton. Sau đó, họ bay đến Trung tâm Chuyến bay Không gian Marshall (MSFC) ở Huntsville, Alabama để gặp gỡ Giám đốc KSC Kurt Debus, Giám đốc Chương trình Apollo Samuel C. Phillips, Rocco Petrone và Wernher von Braun. Kraft coi đề xuất này là khả thi từ lập trường của kiểm soát chuyến bay; Debus và Petrone đồng ý rằng chiếc Saturn V tiếp theo là AS-503 có thể sẵn sàng trước ngày 1 tháng 12; và von Braun tin tưởng các vấn đề về dao động pogo (pogo oscillation) gây ra cho Apollo 6 đã được khắc phục. Hầu hết mọi nhà quản lý cấp cao tại NASA đều đồng ý với sứ mệnh mới này. Họ cho rằng sự tin tưởng vào cả phần cứng và nhân sự, cùng với khả năng của một chuyến bay vòng quanh Mặt Trăng sẽ mang lại động lực tinh thần đáng kể. Người duy nhất cần thuyết phục là Trưởng quản lý NASA James E. Webb. Có được sự ủng hộ hoàn toàn từ cơ quan, Webb đã phê chuẩn sứ mệnh này. Apollo 8 chính thức được thay đổi từ sứ mệnh loại "D" thành sứ mệnh quay quanh quỹ đạo Mặt Trăng loại "C-Prime".
Với sự thay đổi trong kế hoạch sứ mệnh của Apollo 8, Slayton đã hỏi McDivitt liệu ông có còn muốn tiến hành phi vụ này không. McDivitt từ chối; phi hành đoàn của ông đã dành rất nhiều thời gian để chuẩn bị thử nghiệm LM, và đó là điều mà ông vẫn muốn thực hiện. Slayton sau đó quyết định hoán đổi đội chính và đội dự phòng của các nhiệm vụ D và E. Việc làm này cũng đồng nghĩa hoán đổi tàu vũ trụ, buộc phi hành đoàn của Borman sử dụng CSM-103, trong khi phi hành đoàn của McDivitt sẽ sử dụng CSM-104 vì nó không thể sẵn sàng vào tháng 12. David Scott không hài lòng về việc từ bỏ CM-103, cuộc thử nghiệm mà ông đã giám sát chặt chẽ, cho CM-104, mặc dù cả hai đều gần như giống hệt nhau. Anders cũng không mấy hào hứng với việc trở thành LMP trên một chuyến bay không có LM. Thay vào đó, Apollo 8 sẽ mang theo test article (tạm dịch là "mô hình thử nghiệm") LM, một nguyên mẫu boilerplate mô phỏng chính xác trọng lượng và độ cân bằng của LM-3.
Thêm một áp lực nữa lên chương trình Apollo trong việc thực hiện mục tiêu đổ bộ vào năm 1969 là sứ mệnh Zond 5 của Liên Xô, phi vụ đã đưa một số sinh vật sống bay xung quanh Mặt Trăng và mang chúng trở về Trái Đất vào ngày 21 tháng 9. Có suy đoán trong nội bộ NASA và giới báo chí rằng Liên Xô nhiều khả năng đang chuẩn bị phóng các phi hành gia nhằm thực hiện một sứ mệnh vòng quanh Mặt Trăng tương tự trước cuối năm 1968. Ngoài những mối lo ngại trên, các vệ tinh trinh sát của Mỹ còn quan sát thấy một mô hình N1 đang được đưa tới bệ phóng tại Baykonur vào ngày 25 tháng 11 năm 1967.

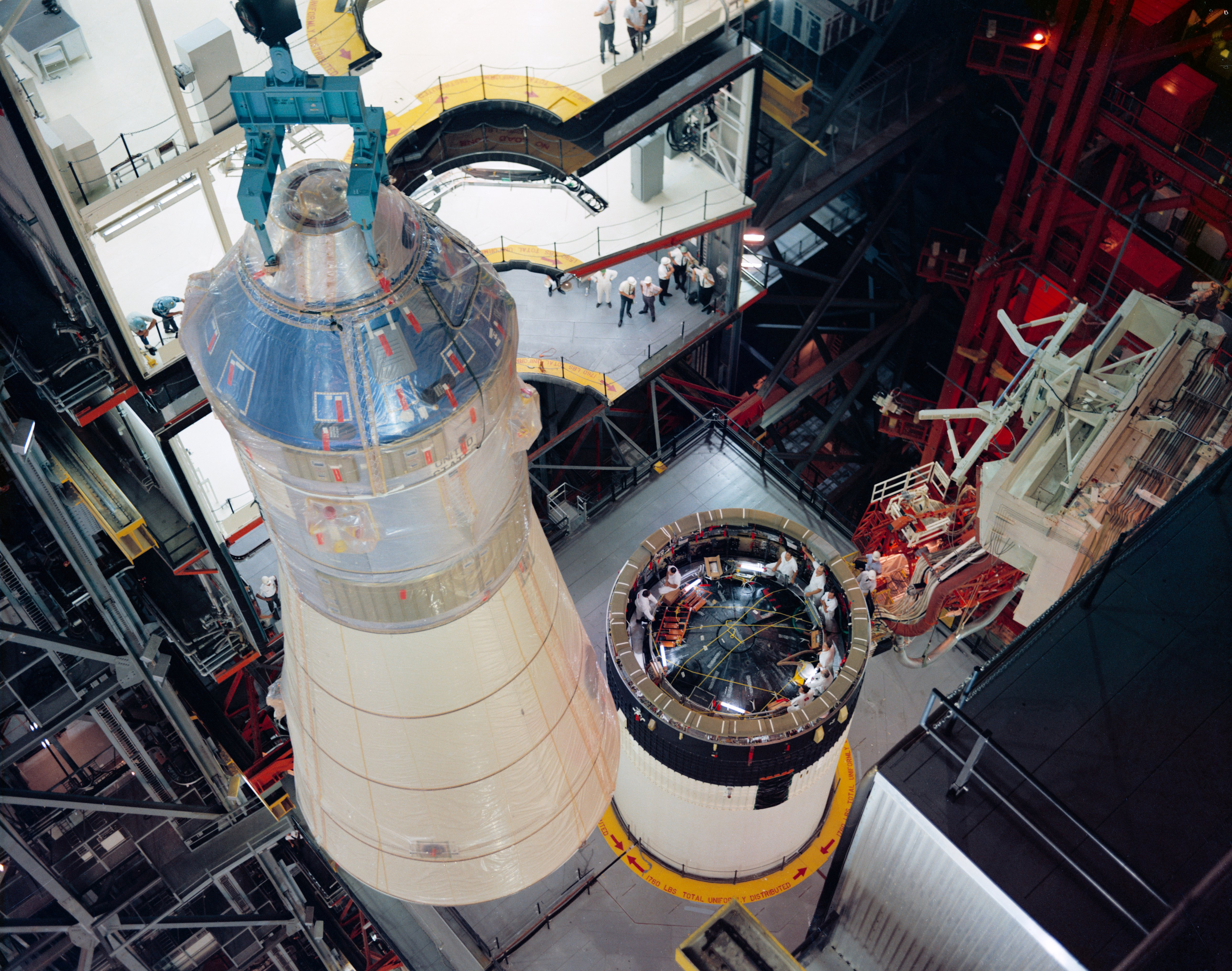
Quá trình dựng lên và lắp ghép tàu vũ trụ 103 với phương tiện phóng AS-503 bên trong VAB cho sứ mệnh Apollo 8

Vào đêm trước ngày phóng, Charles Lindbergh và vợ là Anne Morrow Lindbergh đã đến thăm các thành viên của Apollo 8, hiện đang sống trong khu nhà ở phi hành đoàn tại Trung tâm Vũ trụ Kennedy. Họ kể về việc trước khi bắt đầu chuyến bay năm 1927, Lindbergh đã dùng một đoạn dây để đo khoảng cách từ New York đến Paris trên quả địa cầu và từ đó tính ra lượng nhiên liệu cần thiết cho chuyến bay. Tổng lượng nhiên liệu mà ông mang theo chỉ bằng 1/10 những gì mà Saturn V sẽ đốt cháy mỗi giây. Ngày hôm sau, gia đình Lindbergh theo dõi phi vụ phóng Apollo 8 từ một cồn cát gần đó.

### Thiết kế lại Saturn V
Tên lửa Saturn V dùng cho Apollo 8 có định danh là AS-503, hay mẫu "thứ 03" của tên lửa Saturn V ("5") được sử dụng trong chương trình Apollo-Saturn ("AS"). Khi dựng lên bên trong Tòa nhà Lắp ráp Phương tiện vào ngày 20 tháng 12 năm 1967, người ta suy đoán rằng tên lửa sẽ nhằm phục vụ cho một nhiệm vụ thử nghiệm không người lái trên quỹ đạo Trái Đất mang theo boilerplate mô-đun chỉ huy và dịch vụ. Apollo 6 đã gặp phải một số vấn đề lớn trong chuyến bay vào tháng 4 năm 1968, bao gồm dao động pogo nghiêm trọng ở tầng thứ nhất, hai trục trặc động cơ tầng thứ hai, và tầng thứ ba không thể đánh lửa lại trên quỹ đạo. Nếu chưa đảm bảo rằng những vấn đề này đã được khắc phục, các trưởng quản lý NASA sẽ không thể biện minh cho việc mạo hiểm thực hiện một nhiệm vụ có phi hành đoàn đến khi các chuyến bay thử nghiệm không người lái bổ sung chứng minh sự sẵn sàng của Saturn V.

Các nhóm từ MSFC đã bắt tay vào giải quyết vấn đề. Mối quan tâm hàng đầu là dao động pogo, thứ không chỉ cản trở hiệu suất động cơ mà còn có thể tác dụng lực g đáng kể lên phi hành đoàn. Một đội đặc nhiệm gồm các nhà thầu, đại diện cơ quan NASA và các nhà nghiên cứu MSFC kết luận rằng động cơ rung ở tần số tương tự như tần số mà chính tàu vũ trụ rung động, gây ra hiệu ứng cộng hưởng làm phát sinh dao động trong tên lửa. Một hệ thống sử dụng khí heli nhằm hấp thụ bớt những rung động này đã được lắp đặt.

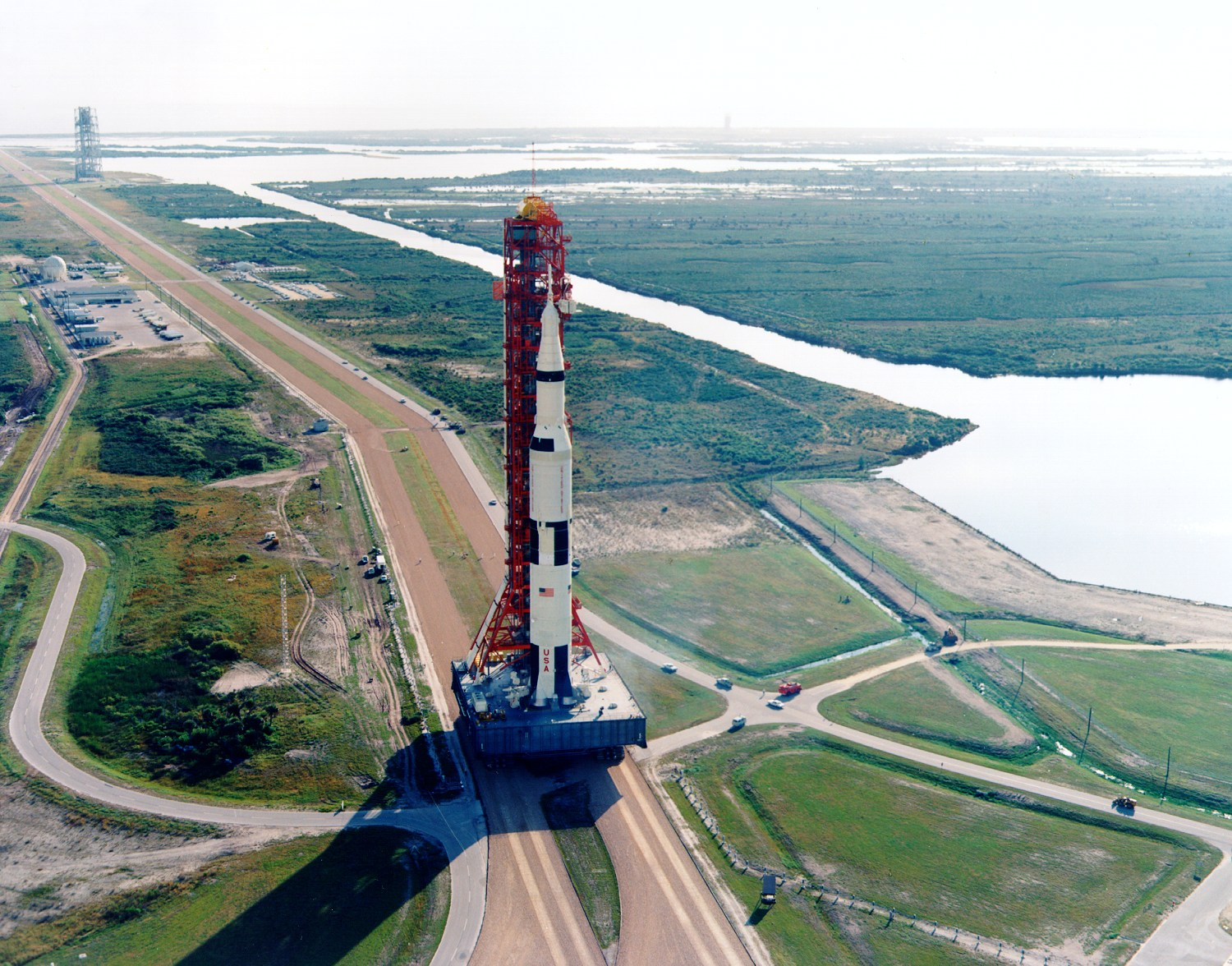
Apollo 8 trên đỉnh chiếc Saturn V đang được triển khai tới Bệ phóng 39A bằng xe vận chuyển bánh xích

Vấn đề quan trọng không kém là sự cố ở ba động cơ trong chuyến bay. Các nhà nghiên cứu nhanh chóng xác định rằng đường dẫn nhiên liệu hydro bị rò rỉ đã nứt khi tiếp xúc với chân không, gây mất áp suất nhiên liệu ở động cơ số hai. Khi cơ chế ngắt tự động cố gắng đóng van hydro lỏng và tắt động cơ số hai, nó vô tình ngắt oxy lỏng của động cơ số ba do nối dây sai. Kết quả là động cơ số ba bị hỏng trong vòng một giây sau khi động cơ số hai tắt. Điều tra sâu hơn cho thấy vấn đề tương tự đối với động cơ tầng thứ ba – đường dây đánh lửa bị lỗi. Nhóm nghiên cứu đã sửa đổi đường dây đánh lửa và ống dẫn nhiên liệu với hy vọng tránh được những vấn đề tương tự trong các phi vụ phóng tương lai.
Những giải pháp đã được các nhóm tiến hành kiểm tra vào tháng 8 năm 1968 tại MSFC. Họ lắp đặt các thiết bị hấp thụ va chạm cho tầng IC của Saturn để làm rõ cách giải quyết đối với vấn đề dao động pogo, trong khi tầng Stage II của Saturn được trang bị thêm các đường dẫn nhiên liệu đã sửa đổi nhằm chứng minh khả năng chống rò rỉ và vỡ trong điều kiện chân không. Sau khi các trưởng quản lý của NASA tin rằng mọi vấn đề đều được giải quyết, họ đã phê chuẩn cho một sứ mệnh có phi hành đoàn sử dụng AS-503.
Tàu vũ trụ Apollo 8 được đặt lên trên tên lửa vào ngày 21 tháng 9. Chiếc tên lửa này đã thực hiện một hành trình chậm rãi dài 3 dặm (4,8 km) tới bệ phóng trên một trong hai xe vận chuyển bánh xích (crawler-transporter) khổng lồ của NASA vào ngày 9 tháng 10. Quá trình thử nghiệm tiếp tục diễn ra trong suốt tháng 12 cho đến trước ngày phóng, bao gồm nhiều cấp độ thử nghiệm sẵn sàng khác nhau từ ngày 5 đến ngày 11 tháng 12. Cuộc thử nghiệm cuối cùng về biện pháp nhằm giải quyết các vấn đề dao động pogo, đường dẫn nhiên liệu bị nứt và đường đánh lửa kém diễn ra vào ngày 18 tháng 12, ba ngày trước lịch phóng.

## Sứ mệnh

### Tóm tắt thông số

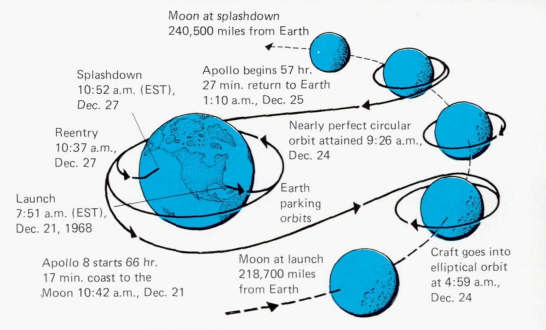
Kế hoạch của sứ mệnh Apollo 8

Là tàu vũ trụ có phi hành đoàn đầu tiên quay quanh nhiều hơn một thiên thể, bản kế hoạch của Apollo 8 gồm hai bộ thông số quỹ đạo khác nhau, được phân tách bằng thao tác phóng chuyển tiếp Mặt Trăng (TLI). Các sứ mệnh Mặt Trăng Apollo sẽ bắt đầu với quỹ đạo đậu (parking orbit) Trái Đất hình tròn danh nghĩa có độ cao khoảng 100 hải lý (185,2 km). Đối với Apollo 8, quỹ đạo ban đầu mà phi thuyền được phóng vào có viễn điểm 99,99 hải lý (185,18 km) và cận điểm 99,57 hải lý (184,40 km), cùng độ nghiêng 32,51° so với xích đạo và chu kỳ quỹ đạo dài 88,19 phút. Việc thoát khí thuốc phóng đã tăng viễn điểm thêm 6,4 hải lý (11,9 km) trong 2 giờ, 44 phút và 30 giây ở quỹ đạo đậu.
Tiếp theo là quá trình đốt cháy phóng chuyển tiếp Mặt Trăng của tầng thứ ba S-IVB trong 318 giây, giúp tăng tốc mô-đun chỉ huy và dịch vụ nặng 63.650 lb (28.870 kg) cùng test article LM nặng 19.900 lb (9.000 kg) từ vận tốc quỹ đạo là 25.567 foot trên giây (7.793 m/s) đến vận tốc chuyển tiếp 35.505 ft/s (10.822 m/s), lập kỷ lục về tốc độ cao nhất so với Trái Đất mà con người từng du hành. Tốc độ này thấp hơn một chút so với vận tốc thoát ly của Trái Đất là 36.747 foot trên giây (11.200 m/s), nhưng nó sẽ đưa Apollo 8 vào quỹ đạo Trái Đất hình elip kéo dài, đủ gần Mặt Trăng để bị hấp dẫn bởi trọng lực của thiên thể này.
Theo kế hoạch, quỹ đạo Mặt Trăng tiêu chuẩn cho các sứ mệnh Apollo là quỹ đạo tròn danh nghĩa nằm ở độ cao 60 hải lý (110 km) phía trên bề mặt. Quỹ đạo Mặt Trăng lúc phi thuyền lần đầu đi vào có dạng elip với perilune 60,0 hải lý (111,1 km) và apolune 168,5 hải lý (312,1 km), nghiêng 12° so với xích đạo Mặt Trăng. Phi thuyền sau đó chuyển động theo quỹ đạo hình tròn ở độ cao 60,7 nhân 59,7 hải lý (112,4 nhân 110,6 km) với chu kỳ 128,7 phút. Người ta phát hiện ảnh hưởng của nồng độ khối lượng (mass concentration, hay "mascon") Mặt Trăng lên quỹ đạo lớn hơn so với dự đoán ban đầu; trong mười quỹ đạo Mặt Trăng kéo dài hai mươi giờ, khoảng cách quỹ đạo bị nhiễu loạn lên tới 63,6 nhân 58,6 hải lý (117,8 nhân 108,5 km).
Apollo 8 đã đạt được khoảng cách tối đa tới Trái Đất là 203.752 hải lý (234.474 dặm pháp định; 377.349 kilômét).

### Phi vụ phóng và phóng chuyển tiếp Mặt Trăng

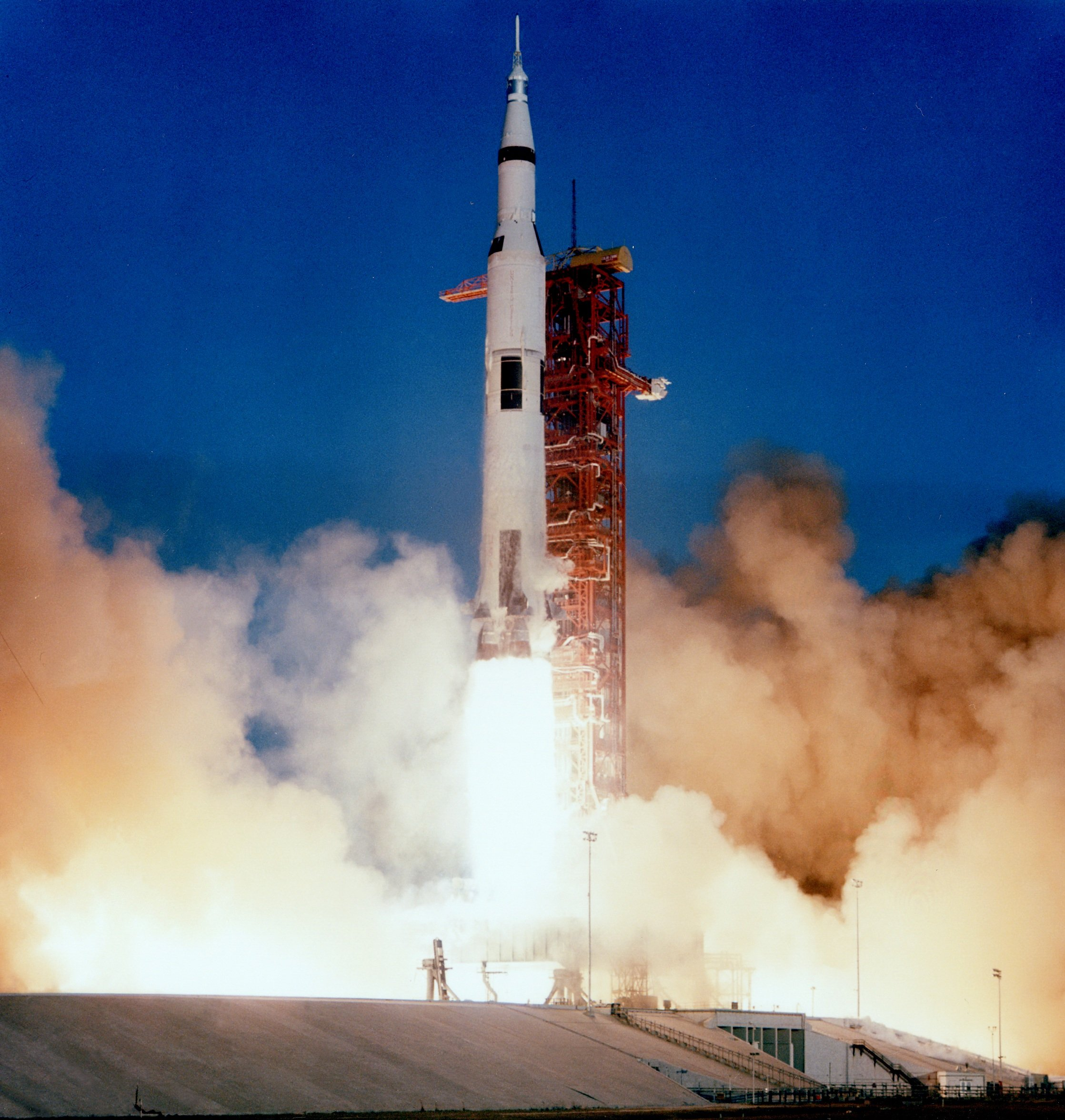
Phi vụ phóng Apollo 8

Apollo 8 được phóng vào 12:51:00 UTC (07:51:00 Giờ chuẩn miền Đông) ngày 21 tháng 12 năm 1968, sử dụng ba tầng của Saturn V để đi lên quỹ đạo Trái Đất. Tầng thứ nhất S-IC hạ cánh xuống Đại Tây Dương ở tọa độ 30°12′B 74°7′T / 30,2°B 74,117°T, còn tầng thứ hai S-II hạ cánh ở tọa độ 31°50′B 37°17′T / 31,833°B 37,283°T. Tầng thứ ba S-IVB đã đưa tàu vũ trụ vào quỹ đạo Trái Đất và vẫn được kết nối để thực hiện quá trình đốt cháy TLI nhằm đưa phi thuyền vào đường bay tới Mặt Trăng.
Sau khi phương tiện đạt đến quỹ đạo Trái Đất, cả phi hành đoàn và những người điều khiển chuyến bay ở Houston đều dành 2 giờ 38 phút tiếp theo để kiểm tra hoạt động và khả năng sẵn sàng cho TLI của tàu vũ trụ. Việc vận hành đúng cách tầng thứ ba S-IVB của tên lửa đóng vai trò rất quan trọng, và trong cuộc thử nghiệm không người lái gần nhất, nó đã không thể đánh lửa lại sau lần đốt cháy này. Collins là CAPCOM đầu tiên làm nhiệm vụ. Vào lúc 2 giờ 27 phút 22 giây sau khi phóng, ông đã phát thanh qua radio, "Apollo 8. You are Go for TLI". Thông tin liên lạc này có nghĩa Kiểm soát Sứ mệnh đã chính thức cho phép Apollo 8 đi tới Mặt Trăng. Động cơ S-IVB đánh lửa đúng thời điểm và thực hiện quá trình đốt cháy TLI một cách hoàn hảo. Trong năm phút tiếp theo, tốc độ của tàu vũ trụ tăng từ 7.600 đến 10.800 mét trên giây (25.000 đến 35.000 ft/s).

Sau khi S-IVB đưa sứ mệnh hướng tới Mặt Trăng, các mô-đun chỉ huy và dịch vụ – phần còn lại của phi thuyền Apollo 8 – tách khỏi tầng tên lửa này. Tiếp theo, phi hành đoàn quay tàu vũ trụ lại để chụp ảnh S-IVB và thực hành bay theo đội hình với tầng tên lửa đã qua sử dụng. Lúc phi hành đoàn quay tàu vũ trụ, họ đã có cái nhìn đầu tiên về Trái Đất khi đang rời khỏi quê nhà – khoảnh khắc này đánh dấu lần đầu tiên con người có thể nhìn thấy toàn bộ hành tinh xanh cùng một lúc. Borman lo lắng việc S-IVB đang ở quá gần CSM và đề nghị với Trung tâm Kiểm soát Sứ mệnh rằng phi hành đoàn cần thực hiện thao tác tách rời. Kiểm soát Sứ mệnh trước tiên đề xuất hướng tàu vũ trụ về phía Trái Đất và sử dụng các động cơ đẩy nhỏ của hệ thống điều khiển phản lực (reaction control system, RCS) trên mô-đun dịch vụ để tăng vận tốc thêm 1,1 ft/s (0,34 m/s) theo hướng rời khỏi Trái Đất, nhưng Borman không muốn mất dấu S-IVB. Sau khi thảo luận, phi hành đoàn và Kiểm soát Sứ mệnh quyết định đốt cháy theo hướng Trái Đất để tăng tốc độ thêm 7,7 ft/s (2,3 m/s). Thời gian cần thiết để chuẩn bị và thực hiện đốt cháy bổ sung khiến phi hành đoàn chậm một giờ so với nhiệm vụ của họ ở trên tàu.

Tầng S-IVB của Apollo 8 ngay sau khi phân tách. Test article LM, một mô hình boilerplate hình tròn của LM, có thể được nhìn thấy với bốn chân tam giác kết nối nó với tầng tên lửa.

Năm giờ sau khi phóng, Kiểm soát Sứ mệnh đã gửi một lệnh tới S-IVB yêu cầu nó xả hết lượng nhiên liệu còn lại để làm thay đổi đường đi. S-IVB, cùng với test article trên nó, không gây thêm mối nguy hiểm nào cho Apollo 8. Nó đi qua quỹ đạo Mặt Trăng và tiến vào một quỹ đạo 0,99 nhân 0,92 đơn vị thiên văn (148 nhân 138 Gm) vòng quanh Mặt Trời, với độ nghiêng 23,47° so với mặt phẳng xích đạo của Trái Đất và chu kỳ là 340,80 ngày. Tầng tên lửa này đã trở thành một vật thể vô chủ và sẽ tiếp tục quay quanh Mặt Trời trong nhiều năm nếu không được thu hồi.
Phi hành đoàn Apollo 8 là những người đầu tiên đi qua vành đai bức xạ Van Allen, vốn kéo dài tới 15.000 dặm (24.000 km) tính từ Trái Đất. Các nhà khoa học dự đoán rằng việc đi qua vành đai một cách nhanh chóng với tốc độ cao của tàu vũ trụ sẽ gây ra liều lượng bức xạ không quá một lần chụp X quang ngực, hay 1 miligray (mGy; trong một năm, con người trung bình nhận được 2 đến 3 mGy từ bức xạ nền). Để ghi lại liều lượng bức xạ thực tế, mỗi thành viên phi hành đoàn đều đeo Máy đo Liều bức xạ Cá nhân (Personal Radiation Dosimeter) để truyền dữ liệu về Trái Đất, cũng như ba máy đo liều lượng phim thụ động (passive film dosimeter) cho thấy lượng bức xạ tích lũy mà phi hành đoàn đã trải qua. Khi kết thúc sứ mệnh, các thành viên phi hành đoàn đã hứng chịu liều bức xạ trung bình là 1,6 mGy.

### Đường bay tới Mặt Trăng
Công việc chính của Lovell với tư cách Phi công Mô-đun Chỉ huy là hoa tiêu. Mặc dù Kiểm soát Sứ mệnh thường thực hiện tất cả các tính toán điều hướng thực tế, song vẫn cần một thành viên phi hành đoàn thành thạo việc điều hướng để các phi hành gia có thể quay trở lại Trái Đất trong trường hợp mất liên lạc với Houston. Lovell điều hướng bằng cách sử dụng kính lục phân được tích hợp trong tàu vũ trụ để quan sát sao, từ đó đo góc giữa một ngôi sao và đường chân trời của Trái Đất (hoặc Mặt Trăng). Nhiệm vụ này gặp bất lợi do có một đám mây mảnh vụn lớn xung quanh tàu vũ trụ khiến cho việc phân biệt các ngôi sao trở nên khó khăn.
Đến bảy giờ sau khi bắt đầu sứ mệnh, phi hành đoàn đã chậm so với kế hoạch bay khoảng 1 giờ 40 phút vì gặp vấn đề khi di chuyển ra xa S-IVB và những khó khăn trong việc quan sát sao của Lovell. Tàu vũ trụ được các phi hành gia đặt vào chế độ Kiểm soát Nhiệt Thụ động (Passive Thermal Control, viết tắt là PTC), còn gọi là "barbecue roll" (tạm dịch: "lộn vòng barbecue"), theo đó con tàu sẽ xoay khoảng một lần mỗi giờ quanh trục dài để đảm bảo phân bổ đều nhiệt trên bề mặt phi thuyền. Dưới ánh nắng trực tiếp, một số bề mặt bên ngoài của tàu vũ trụ có thể nóng lên đến hơn 200 °C (392 °F), trong khi các phần trong bóng tối sẽ là −100 °C (−148 °F). Nhiệt độ này có thể khiến tấm chắn nhiệt bị nứt và làm nổ đường dẫn thuốc phóng. Bởi vì không thể đạt được cú lộn vòng hoàn hảo nên tàu vũ trụ đã quét nên một hình nón khi quay. Phi hành đoàn phải thực hiện những điều chỉnh nhỏ sau mỗi 30 phút để tránh hình nón ngày càng lớn hơn.

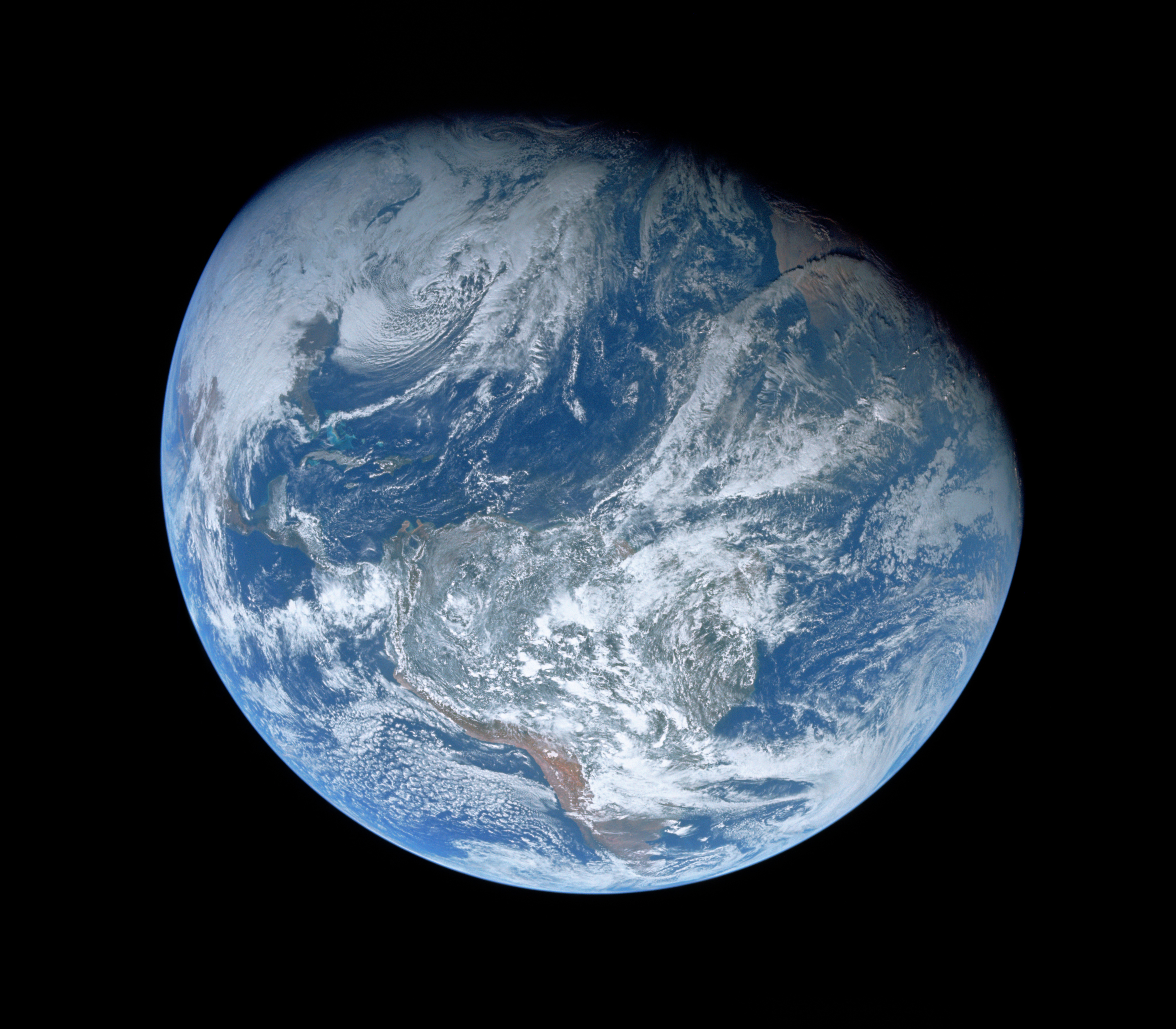
Bức ảnh đầu tiên về toàn bộ đĩa Trái Đất do con người chụp lại, William Anders nhiều khả năng là tác giả của bức ảnh này. (nhãn thời gian: 003:42:55) Nam Mỹ nằm ở nửa dưới.

Lần điều chỉnh giữa chặng đầu tiên diễn ra lúc 11 giờ sau khi bắt đầu chuyến bay. Phi hành đoàn đã thức hơn 16 giờ. Trước khi phóng, NASA quyết định rằng ít nhất một thành viên phi hành đoàn phải luôn tỉnh táo để giải quyết các vấn đề có thể phát sinh. Borman bắt đầu ca ngủ đầu tiên nhưng ông khó yên giấc được vì tiếng radio không ngừng và tiếng ồn từ máy móc. Thử nghiệm dưới mặt đất cho thấy động cơ service propulsion system (SPS) có khả năng nhỏ sẽ phát nổ khi đốt cháy trong thời gian dài, trừ khi buồng đốt của nó đã được "tráng" (coat) trước bằng cách đốt cháy động cơ trong thời gian ngắn. Lần đốt hiệu chỉnh đầu tiên này chỉ kéo dài 2,4 giây và giúp tăng vận tốc thêm khoảng 20,4 ft/s (6,2 m/s) theo hướng thuận hành (hướng đang di chuyển). Sự thay đổi này nhỏ hơn so với dự định 24,8 ft/s (7,6 m/s), nguyên nhân là do một bong bóng khí heli trong các đường ống oxy hóa đã gây ra áp suất thuốc phóng thấp bất ngờ. Phi hành đoàn phải sử dụng các động cơ đẩy RCS nhỏ để bù đắp sự thiếu hụt. Hai lần điều chỉnh giữa chặng theo kế hoạch sau đó bị hủy vì người ta cho rằng quỹ đạo của Apollo 8 đã hoàn hảo.
Khoảng một giờ sau khi bắt đầu ca ngủ, Borman được cơ quan kiểm soát mặt đất cho phép uống thuốc ngủ Seconal, tuy nhiên nó không có nhiều tác dụng. Borman cuối cùng ngủ thiếp đi và sau đó tỉnh dậy với cảm giác ốm yếu. Ông ói hai lần và bị tiêu chảy từng cơn, khiến tàu vũ trụ chứa đầy những khối nhỏ chất nôn mửa và phân mà phi hành đoàn đã phải dọn dẹp hết mức có thể. Borman ban đầu không muốn mọi người biết về vấn đề y tế của mình, nhưng Lovell và Anders cho rằng họ cần phải thông báo Kiểm soát Sứ mệnh. Phi hành đoàn quyết định sử dụng Thiết bị Lưu trữ Dữ liệu (Data Storage Equipment, viết tắt là DSE), có thể ghi âm giọng nói và thực hiện phép đo từ xa rồi chuyển chúng tới Kiểm soát Sứ mệnh với tốc độ cao. Sau khi thu lại mô tả về tình trạng bệnh của Borman, các phi hành gia yêu cầu Kiểm soát Sứ mệnh kiểm tra đoạn ghi âm, trong đó họ "muốn có đánh giá về các bình luận đã nói".
Phi hành đoàn Apollo 8 và nhân viên y tế của Kiểm soát Sứ mệnh đã tổ chức một cuộc họp tại phòng điều khiển trống ở tầng hai (có hai phòng điều khiển giống hệt nhau ở Houston nằm trên tầng hai và tầng ba, nhưng mỗi nhiệm vụ chỉ sử dụng một trong hai căn phòng). Những người tham gia hội nghị kết luận rằng không có gì đáng lo ngại và bệnh của Borman hoặc là cúm dạ dày, như Borman nghĩ, hoặc là do phản ứng với thuốc ngủ. Các nhà nghiên cứu hiện nay tin rằng ông đã mắc hội chứng thích ứng với không gian (space adaptation syndrome), hội chứng này ảnh hưởng đến khoảng 1/3 số phi hành gia trong ngày đầu tiên ở trên vũ trụ khi hệ thống tiền đình của họ thích nghi với tình trạng không trọng lượng. Hội chứng này chưa từng xảy ra trên các tàu vũ trụ trước đây (Mercury và Gemini) bởi vì những phi hành gia đó không thể di chuyển tự do trong cabin nhỏ hẹp của phi thuyền. Không gian tăng lên trong cabin mô-đun chỉ huy Apollo giúp phi hành gia tự do di chuyển hơn, góp phần gây ra các triệu chứng say không gian (space sickness) cho Borman và sau đó là phi hành gia Rusty Schweickart trong chuyến bay Apollo 9.

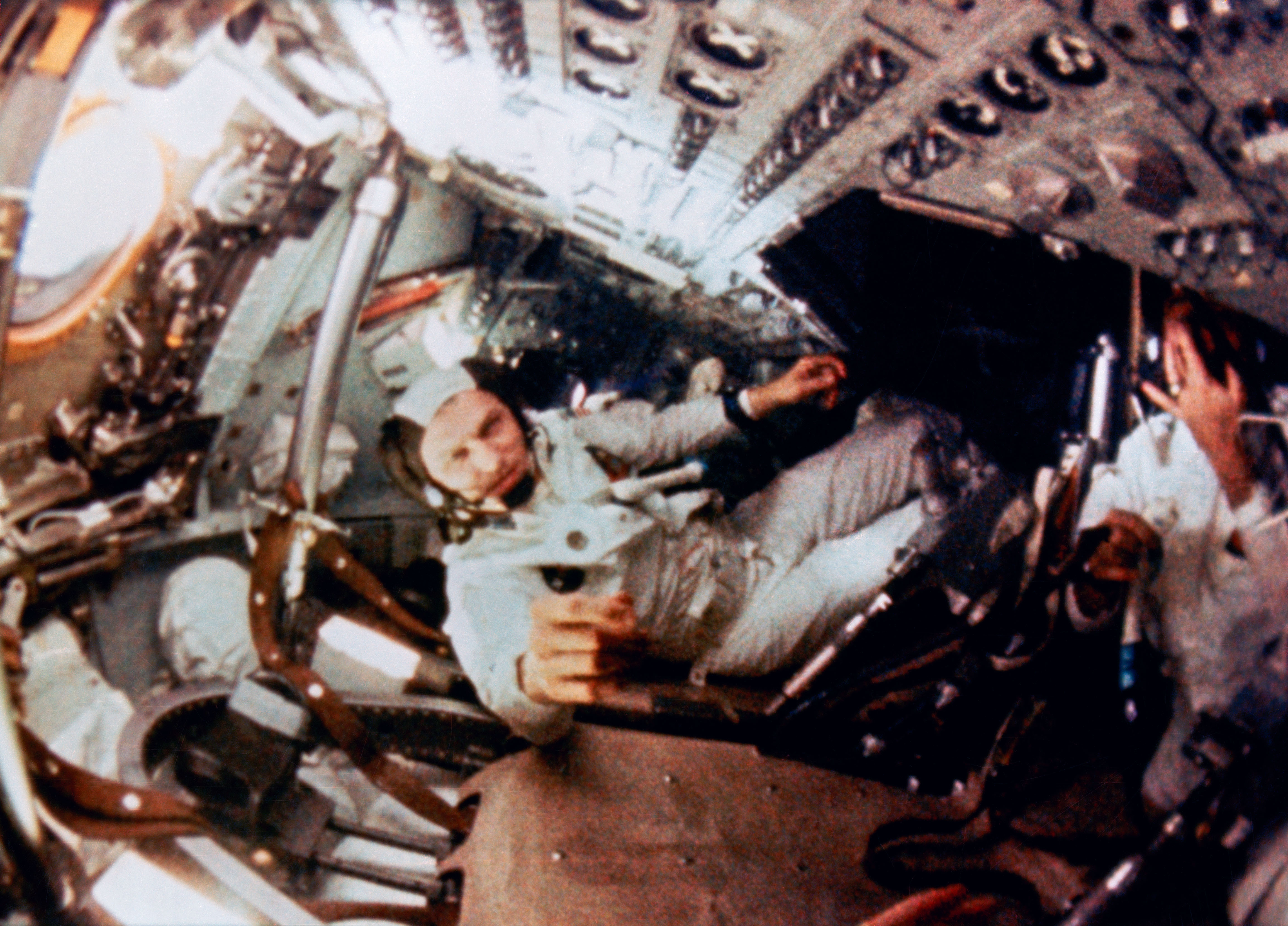
Ảnh cắt từ đoạn phim của phi hành đoàn khi đang ở trên quỹ đạo quanh Mặt Trăng. Người ở giữa là Frank Borman.

Giai đoạn du hành của chuyến bay không có nhiều sự kiện quan trọng, ngoại trừ việc phi hành đoàn kiểm tra hoạt động và đường đi của tàu vũ trụ. Trong khoảng thời gian này, NASA đã lên lịch phát sóng truyền hình vào lúc 31 giờ sau khi phóng. Phi hành đoàn Apollo 8 sử dụng một chiếc camera nặng 2 kilôgam (4,4 lb) chỉ phát ở dạng đen trắng bằng ống Vidicon. Camera này có hai thấu kính, một thấu kính góc rất rộng (160°) và một thấu kính tele (9°).
Trong buổi phát sóng đầu tiên này, phi hành đoàn đã thực hiện một chuyến tham quan tàu vũ trụ và cố gắng cho người xem thấy Trái Đất xuất hiện như thế nào từ không gian. Tuy nhiên, những khó khăn khi nhắm thấu kính góc hẹp mà không có sự trợ giúp của màn hình để hiển thị những gì nó đang nhìn vào khiến việc quay Trái Đất là bất khả thi. Ngoài ra, nếu không có bộ lọc thích hợp, hình ảnh Trái Đất sẽ bị bão hòa bởi bất kỳ nguồn sáng nào. Cuối cùng, tất cả những gì phi hành đoàn có thể cho những người đang theo dõi ở mặt đất xem chỉ là một đốm sáng. Sau khi phát sóng được 17 phút, vòng quay của tàu vũ trụ đã đưa chiếc ăng-ten gain cao ra khỏi tầm nhìn của các trạm thu trên Trái Đất. Đường truyền kết thúc với cảnh Lovell chúc mừng sinh nhật mẹ của mình.
Lúc này, phi hành đoàn đã bỏ hoàn toàn ca ngủ theo sắp xếp. Lovell ngủ sau 32,5 giờ bay – ba tiếng rưỡi trước kế hoạch. Lát sau, Anders cũng ngủ sau khi uống một viên thuốc. Phi hành đoàn không thể quan sát Mặt Trăng trong phần lớn hành trình tới đó. Có hai yếu tố khiến thiên thể này gần như không thể nhìn thấy từ bên trong tàu vũ trụ: ba trong số năm cửa sổ bị mờ do thoát khí dầu từ keo silicon, và tư thế cần thiết của phi thuyền cho việc kiểm soát nhiệt thụ động. Phải đến khi phi hành đoàn đi ra phía sau Mặt Trăng, họ mới có thể nhìn thấy nó lần đầu tiên.
Apollo 8 thực hiện buổi phát sóng truyền hình thứ hai sau 55 giờ bay. Lần này, phi hành đoàn đã trang bị các bộ lọc dành cho camera tĩnh để thu lại hình ảnh Trái Đất qua thấu kính tele. Mặc dù khó nhắm mục tiêu vì phải điều khiển toàn bộ tàu vũ trụ, phi hành đoàn vẫn có thể truyền tới Trái Đất những bức ảnh truyền hình (television picture) đầu tiên về hành tinh xanh. Họ dành thời gian truyền tải để mô tả Trái Đất, về những gì có thể nhìn thấy được và màu sắc của nó. Quá trình truyền phát kéo dài 23 phút.

### Phạm vi ảnh hưởng của Mặt Trăng

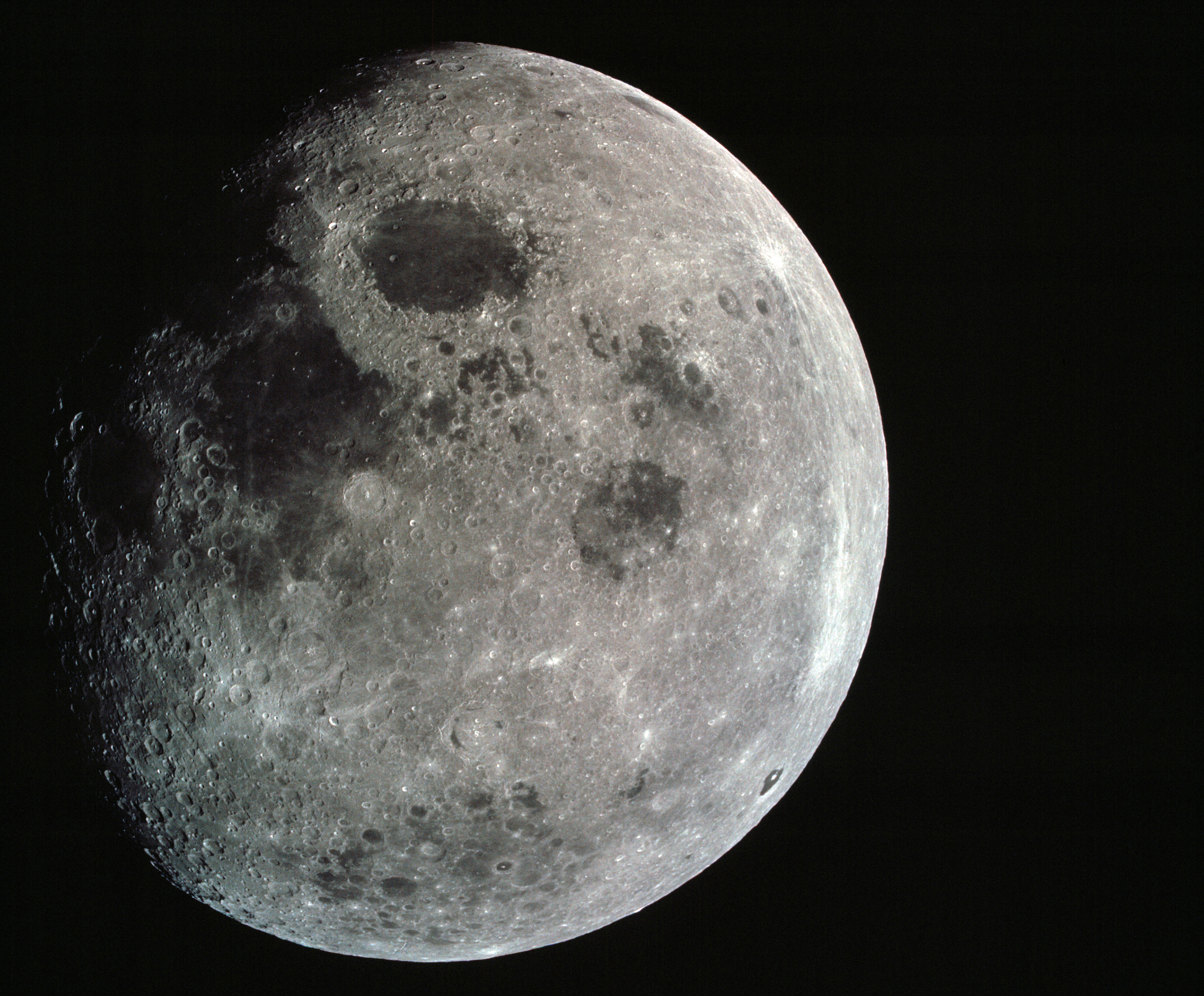
Bức ảnh Mặt Trăng này được chụp từ Apollo 8 tại một điểm phía trên 70 độ kinh đông.

Vào khoảng 55 giờ 40 phút trong chuyến bay và 13 giờ trước khi đi vào quỹ đạo Mặt Trăng, phi hành đoàn Apollo 8 đã trở thành những người đầu tiên chạm đến vùng ảnh hưởng hấp dẫn của một thiên thể khác. Nói cách khác, tác động của lực hấp dẫn Mặt Trăng lên Apollo 8 đã trở nên mạnh hơn so với Trái Đất. Vào thời điểm ấy, Apollo 8 cách Mặt Trăng 38.759 dặm (62.377 km) và có tốc độ 3.990 ft/s (1.220 m/s) so với thiên thể này. Khoảnh khắc lịch sử đó ít được phi hành đoàn quan tâm vì họ vẫn đang tính toán quỹ đạo của mình so với bệ phóng tại Trung tâm Vũ trụ Kennedy. Họ sẽ tiếp tục làm như vậy cho đến khi thực hiện lần điều chỉnh giữa chặng cuối cùng để chuyển sang hệ quy chiếu dựa trên hướng lý tưởng cho lần đốt cháy động cơ thứ hai được tiến hành trên quỹ đạo Mặt Trăng.
Sự kiện lớn cuối cùng trước khi thực hiện thao tác Đi vào Quỹ đạo Mặt Trăng (Lunar Orbit Insertion, viết tắt là LOI) là lần điều chỉnh giữa chặng thứ hai. Lần điều chỉnh này được tiến hành theo hướng nghịch hành (ngược với hướng di chuyển) và làm tàu vũ trụ chậm đi 2,0 ft/s (0,61 m/s), giúp giảm hiệu quả khoảng cách gần nhất mà tàu vũ trụ sẽ bay qua Mặt Trăng. Đúng 61 giờ sau khi phóng, khi đang ở cách Mặt Trăng khoảng 24.200 dặm (38.900 km), phi hành đoàn đã đốt cháy RCS trong 11 giây. Lúc này họ sẽ vượt qua Mặt Trăng ở khoảng cách 71,7 dặm (115,4 km) tính từ bề mặt.
Sau 64 giờ bay, phi hành đoàn bắt đầu chuẩn bị cho thao tác Đi vào Quỹ đạo Mặt Trăng 1 (LOI-1). Thao tác này cần được thực hiện một cách hoàn hảo, và do cơ học quỹ đạo nên họ phải tiến hành ở nửa không nhìn thấy của Mặt Trăng, ngoài tầm liên lạc với Trái Đất. Sau khi Kiểm soát Sứ mệnh thăm dò ý kiến về quyết định "go/no go", phi hành đoàn được thông báo vào giờ thứ 68 rằng họ đã chọn Go và "hãy cưỡi con chim tốt nhất mà chúng tôi có thể tìm thấy". Lovell trả lời: "Chúng tôi sẽ gặp lại các anh ở phía bên kia", và lần đầu tiên trong lịch sử, con người du hành phía sau Mặt Trăng, nơi không thể liên lạc vô tuyến với Trái Đất. Frances "Poppy" Northcutt, người phụ nữ đầu tiên trong bộ phận kiểm soát sứ mệnh của NASA và đã giúp tính toán quỹ đạo quay trở lại Trái Đất cho nhiệm vụ này, kể lại cảm giác khi Apollo 8 lần đầu tiên đi ra phía sau Mặt Trăng trong một cuộc phỏng vấn: "Khoảng thời gian đó cực kỳ căng thẳng đối với đội của tôi, nói chung thì đó cũng là một giai đoạn rất căng thẳng do mất tín hiệu. Một bí ẩn to lớn đang diễn ra ở ngay phía sau Mặt Trăng. Bạn thì không biết chuyện gì đang xảy ra và không ai ở đây có thể làm gì cả cho tới khi chúng tôi nhận được phản hồi từ họ".
Khi chỉ còn mười phút trước LOI-1, phi hành đoàn bắt đầu kiểm tra lần cuối hệ thống tàu vũ trụ và đảm bảo rằng mọi công tắc đều ở đúng vị trí. Vào thời điểm đó, họ đã có được cái nhìn đầu tiên về Mặt Trăng. Họ bay qua phía không có ánh sáng, và chính Lovell là người nhìn thấy những tia nắng đầu tiên chiếu xiên lên bề mặt. Lần đốt cháy LOI chỉ cách đó hai phút nên phi hành đoàn có rất ít thời gian để ngắm cảnh.

### Quỹ đạo Mặt Trăng
Động cơ SPS được đánh lửa lúc 69 giờ, 8 phút và 16 giây sau khi phóng và đốt cháy trong 4 phút 7 giây, đưa tàu vũ trụ Apollo 8 vào quỹ đạo quanh Mặt Trăng. Cú đốt cháy ấy được phi hành đoàn mô tả là bốn phút dài nhất trong cuộc đời họ. Nếu không đốt cháy đúng khoảng thời gian, phi thuyền có thể đi vào một quỹ đạo Mặt Trăng hình elip cao hoặc thậm chí bị ném vào vũ trụ. Nếu nó kéo dài quá lâu, phi thuyền sẽ có rủi ro đâm vào thiên thể này. Sau khi chắc chắn rằng tàu vũ trụ đang hoạt động, cuối cùng phi hành đoàn cũng có cơ hội nhìn ngắm Mặt Trăng, nơi mà họ sẽ bay quanh trong 20 giờ tiếp theo.
Trên Trái Đất, Kiểm soát Sứ mệnh vẫn tiếp tục chờ đợi. Nếu phi hành đoàn không đốt cháy động cơ hoặc quá trình đốt cháy không kéo dài trong khoảng thời gian dự định, họ sẽ xuất hiện sớm hơn từ phía sau Mặt Trăng. Vào ngay chính xác thời điểm đã tính toán, tín hiệu được truyền về từ tàu vũ trụ và cho thấy nó đang ở quỹ đạo 193,3 nhân 69,5 dặm (311,1 nhân 111,8 km) quanh Mặt Trăng.

Sau khi báo cáo về tình trạng phi thuyền, Lovell đã đưa ra mô tả đầu tiên về bề mặt vệ tinh tự nhiên của Trái Đất như sau:
Về cơ bản thì Mặt Trăng có màu xám, không màu sắc; nó giống như vữa thạch cao hoặc một loại cát bãi biển xám. Chúng ta có thể nhìn thấy khá nhiều chi tiết. Sea of Fertility ở đây trông không nổi bật như nhìn từ Trái Đất. Không có nhiều sự tương phản giữa nó và các miệng hố xung quanh. Các hố va chạm đều được mài giũa thành hình tròn. Chúng có khá nhiều, một số cái thì mới hơn. Có rất nhiều hố trông giống như – đặc biệt là những cái tròn – trông như bị thiên thạch hoặc một loại vật thể bay nào đó bắn trúng. Hố va chạm Langrenus khá lớn; ở giữa nó có một hình nón. Mặt bên trong hố có dạng thềm, gồm khoảng sáu hoặc bảy bậc thang khác nhau trên đường đi xuống.

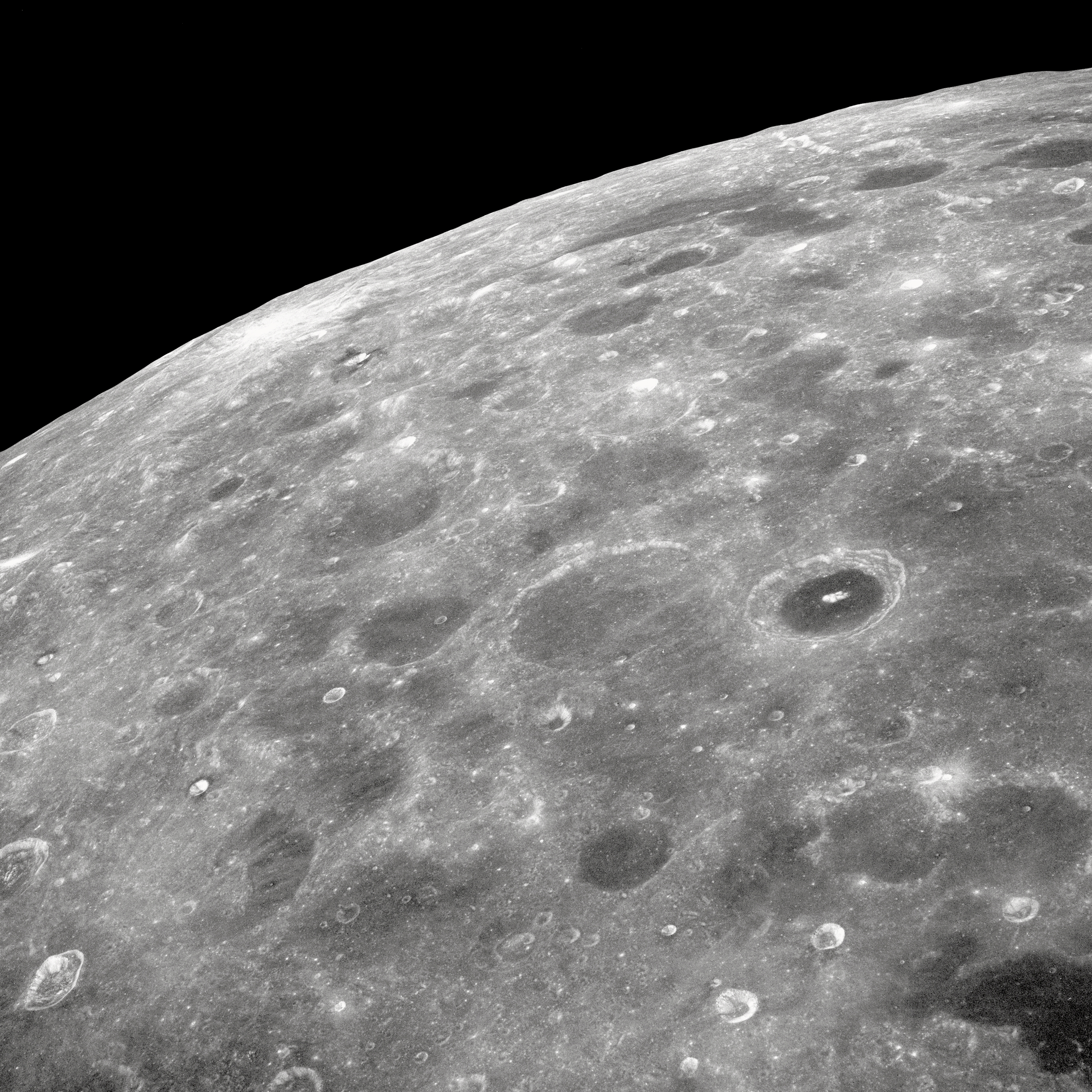
Một phần của mặt khuất Mặt Trăng nhìn từ Apollo 8

Lovell tiếp tục mô tả về địa hình mà họ đang bay qua. Một trong những nhiệm vụ chính của phi hành đoàn là do thám các địa điểm hạ cánh trên Mặt Trăng được lên kế hoạch trong tương lai, đặc biệt là Mare Tranquillitatis, bãi đáp dự kiến của Apollo 11. Thời điểm phóng Apollo 8 đã được lựa chọn để mang lại điều kiện ánh sáng tốt nhất cho việc kiểm tra địa điểm. Ngoài ra, người ta còn lắp đặt máy quay phim ở cửa sổ của tàu vũ trụ nhằm ghi lại Mặt Trăng bên dưới ở mức một khung hình mỗi giây. Bill Anders dành phần lớn thời gian trong 20 giờ tiếp theo để chụp nhiều ảnh nhất có thể về các mục tiêu đáng quan tâm. Đến khi kết thúc nhiệm vụ, phi hành đoàn đã chụp hơn 800 bức ảnh tĩnh 70 mm và 700 foot (210 m) phim động (movie film) 16 mm.
Trong suốt một giờ tàu vũ trụ giữ liên lạc với Trái Đất, Borman liên tục hỏi dữ liệu của SPS trông như thế nào. Ông muốn đảm bảo rằng động cơ đang hoạt động và có thể được sử dụng để quay trở lại Trái Đất sớm hơn nếu cần thiết. Ông cũng yêu cầu phi hành đoàn phải nhận được quyết định "go/no go" trước khi đi qua phía sau Mặt Trăng trên mỗi vòng quỹ đạo.
Khi xuất hiện trở lại trong lần thứ hai đi ra phía trước Mặt Trăng, phi hành đoàn đã lắp đặt thiết bị để phát sóng hình ảnh bề mặt thiên thể này. Anders mô tả về những hố va chạm mà họ đang bay qua. Vào lúc kết thúc quỹ đạo thứ hai, các phi hành gia thực hiện thao tác đốt cháy LOI-2 của SPS trong 11 giây để làm tròn quỹ đạo thành 70,0 nhân 71,3 dặm (112,7 nhân 114,7 km).
Xuyên suốt hai quỹ đạo tiếp theo, phi hành đoàn tiếp tục kiểm tra tàu vũ trụ cũng như quan sát và chụp ảnh Mặt Trăng. Trong lần đi qua thứ ba, Borman đọc một lời cầu nguyện nhỏ cho nhà thờ của mình. Ông có kế hoạch tham gia buổi lễ tại Nhà thờ Tân giáo St. Christopher's gần Seabrook, Texas, nhưng lại không thể đến do chuyến bay Apollo 8. Một kỹ sư và cũng là giáo dân tại Kiểm soát Sứ mệnh, Rod Rose, đề nghị Borman nên đọc lời cầu nguyện; lời cầu nguyện này có thể được ghi âm và sau đó phát lại trong buổi lễ.

### Trái Đất mọcvà buổi phát sóng Sáng Thế

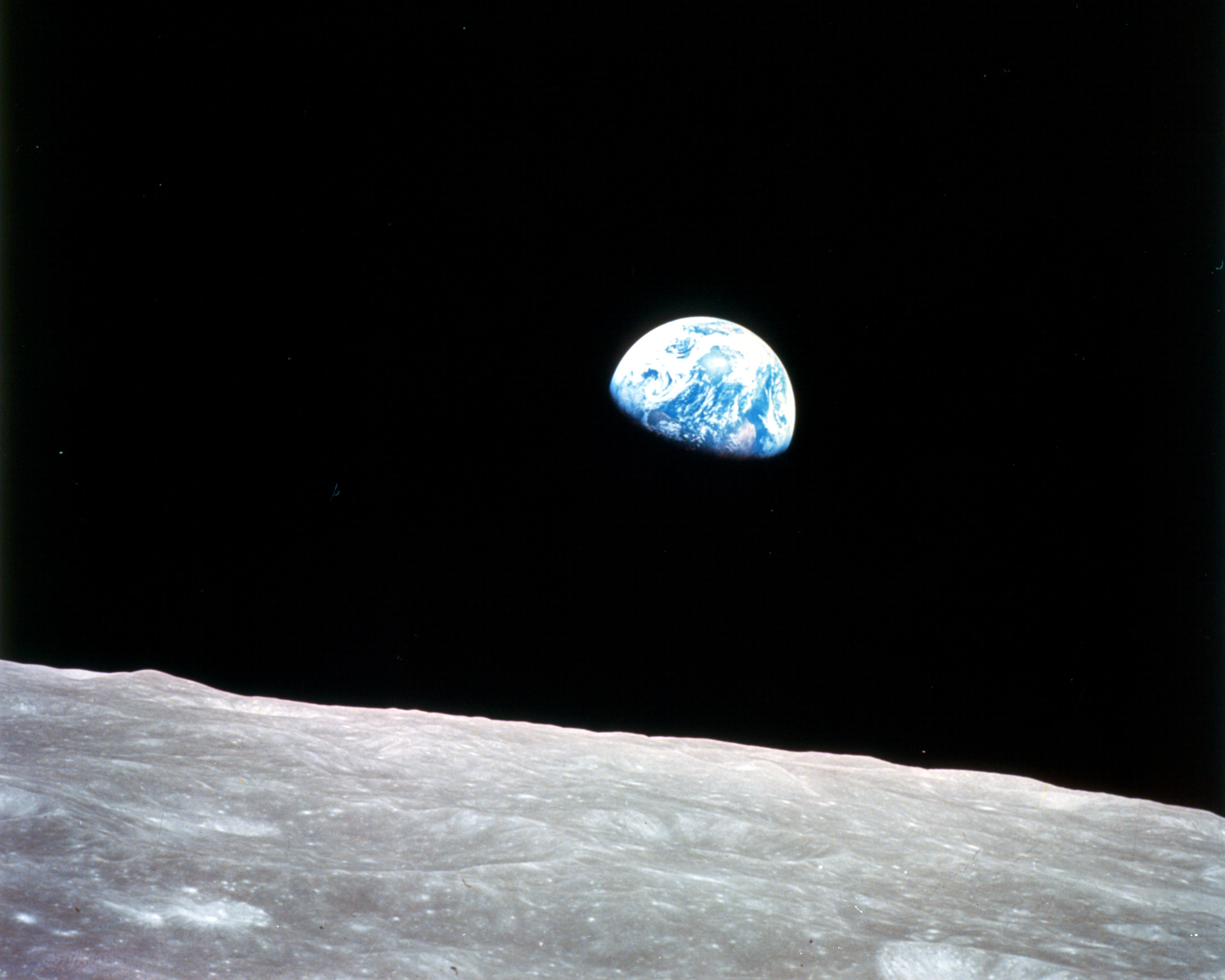
Bức ảnh Trái Đất mọc

Khi tàu vũ trụ xuất hiện từ phía sau Mặt Trăng trong lần thứ tư bay qua mặt trước, phi hành đoàn trở thành những người đầu tiên tận mắt chứng kiến hiện tượng "Trái đất mọc" trong lịch sử loài người. Trước đó, vào ngày 23 tháng 8 năm 1966, tàu quỹ đạo Lunar Orbiter 1 của NASA đã chụp lại bức ảnh Trái Đất mọc đầu tiên từ vùng lân cận Mặt Trăng. Anders nhìn thấy Trái Đất nhô lên từ phía sau chân trời Mặt Trăng và phấn khích kêu gọi những người khác, đồng thời chụp lại một tấm hình đen trắng. Anders yêu cầu Lovell đưa phim màu và sau đó chụp Trái Đất mọc, một bức ảnh nổi tiếng hiện nay, về sau được tạp chí Life bình chọn là một trong 100 bức ảnh của thế kỷ.
Do sự đồng bộ chuyển động quay của Mặt Trăng quanh Trái Đất nên nói chung, việc nhìn thấy Trái Đất mọc từ bề mặt Mặt Trăng là không thể. Nguyên nhân là bởi, khi nhìn từ bất kỳ vị trí nào nơi bề mặt thiên thể này, Trái Đất vẫn gần như ở vị trí cũ trên bầu trời, hoặc là phía trên, hoặc là phía dưới đường chân trời. Trái Đất mọc thường chỉ có thể nhìn thấy khi bay quanh quỹ đạo Mặt Trăng và tại các vị trí bề mặt được chọn gần rìa Mặt Trăng (lunar limb), nơi sự bình động nhẹ nhàng đưa hành tinh xanh lên trên và xuống dưới đường chân trời Mặt Trăng.
Anders tiếp tục chụp ảnh trong khi Lovell đảm nhận việc điều khiển phi thuyền để Borman có thể nghỉ ngơi. Mặc dù tàu vũ trụ khá chật chội và ồn ào, Borman vẫn có thể ngủ được trong hai quỹ đạo và thức dậy định kỳ để đặt câu hỏi về tình trạng hiện tại. Borman trở nên hoàn toàn tỉnh táo khi nghe thấy các thành viên phi hành đoàn của mình mắc lỗi. Họ bắt đầu không hiểu câu hỏi và phải yêu cầu lặp lại câu trả lời. Borman nhận ra rằng mọi người đều đã vô cùng mệt mỏi vì không được ngủ ngon giấc trong hơn ba ngày qua. Ông ra lệnh cho Anders và Lovell đi ngủ, đồng thời hủy bỏ phần còn lại của kế hoạch bay liên quan đến việc quan sát Mặt Trăng. Ban đầu Anders phản đối và nói rằng mình vẫn ổn, nhưng Borman không hề bị lung lay. Anders cuối cùng đành chấp thuận với điều kiện Borman sẽ bố trí camera để tiếp tục chụp những bức ảnh tự động về Mặt Trăng. Borman cũng nhớ rằng đã có kế hoạch phát sóng truyền hình lần thứ hai và dự kiến sẽ có rất nhiều người xem, do đó ông muốn phi hành đoàn phải tỉnh táo. Trong hai quỹ đạo tiếp theo, Anders và Lovell ngủ trong khi Borman ngồi cầm lái.
Buổi truyền hình thứ hai được bắt đầu khi các phi hành gia bay vòng quanh Mặt Trăng lần thứ chín. Borman giới thiệu phi hành đoàn, sau đó mỗi thành viên đã đưa ra ấn tượng của mình về bề mặt Mặt Trăng và bày tỏ cảm giác khi quay xung quanh thiên thể này. Borman mô tả nó là "một vùng đất hư vô rộng lớn, hiu quạnh, cấm kỵ". Tiếp theo, sau khi trò chuyện về những gì họ đang bay qua, Anders nói rằng phi hành đoàn có một thông điệp muốn gửi đến tất cả mọi người trên Trái Đất. Mỗi thành viên trên tàu đều đọc một đoạn câu chuyện sáng thế trong Kinh Thánh từ Sách Sáng Thế. Borman kết thúc buổi phát sóng bằng việc chúc mọi người trên Trái Đất một Lễ Giáng sinh vui vẻ. Thông điệp của ông dường như tóm tắt những cảm xúc mà cả ba phi hành gia đang có từ vị trí thuận lợi này trên quỹ đạo Mặt Trăng. Borman nói: "Và từ phi hành đoàn của Apollo 8, chúng tôi kết thúc với lời chúc ngủ ngon, chúc may mắn, chúc Giáng sinh vui vẻ và cầu Chúa phù hộ tất cả các bạn – tất cả các bạn trên hành tinh Trái Đất thiện lành".
Nhiệm vụ duy nhất còn lại của phi hành đoàn vào lúc này là thực hiện phóng chuyển tiếp Trái Đất (trans-Earth injection, viết tắt là TEI), vốn được lên lịch 2,5 giờ sau khi kết thúc buổi truyền hình. TEI là cú đốt cháy quan trọng nhất của chuyến bay, vì bất kỳ sự cố nào liên quan tới việc SPS không đánh lửa được sẽ khiến phi hành đoàn mắc kẹt trong quỹ đạo Mặt Trăng với rất ít hy vọng thoát ra. Cũng như lần đốt cháy trước, phi hành đoàn phải thực hiện thao tác ở phía trên nửa không nhìn thấy của Mặt Trăng, nơi ngoài tầm liên lạc với Trái Đất. Cú đốt cháy diễn ra vào đúng thời điểm. Phép đo từ xa của tàu vũ trụ đã được thu lại khi nó tái xuất hiện từ phía sau Mặt Trăng lúc 89 giờ, 28 phút và 39 giây, chính xác với thời điểm tính toán. Khi nối lại liên lạc âm thanh, Lovell báo cáo: "Xin được thông báo, ở đây có một ông già Noel". Ken Mattingly, CAPCOM vào thời điểm đó, trả lời: "Đã xác nhận, các anh là những người biết rõ nhất mà". Tàu vũ trụ bắt đầu hành trình quay trở lại Trái Đất vào ngày 25 tháng 12, đúng ngay Lễ Giáng sinh.

### Tái căn chỉnh thủ công ngoài kế hoạch
Lát sau, Lovell tận dụng thời gian rảnh rỗi để thực hiện một số quan sát điều hướng, trong đó ông điều khiển mô-đun để xem các ngôi sao khác nhau bằng cách sử dụng bàn phím máy tính. Ông đã vô tình xóa một số bộ nhớ của nó, khiến cho thiết bị đo lường quán tính (inertial measurement unit, viết tắt là IMU) chứa dữ liệu chỉ ra rằng mô-đun đang có cùng hướng tương đối như trước khi cất cánh; IMU sau đó đã kích hoạt động cơ đẩy để "chỉnh sửa" tư thế của mô-đun.
Khi phi hành đoàn phát hiện lý do máy tính thay đổi tư thế của mô-đun, họ nhận ra mình sẽ phải nhập lại dữ liệu để máy tính biết hướng thực tế của tàu vũ trụ. Lovell mất mười phút để tìm ra những con số phù hợp bằng cách sử dụng động cơ đẩy nhằm căn chỉnh các ngôi sao Rigel và Thiên Lang, và thêm 15 phút nữa để nhập dữ liệu đúng vào máy tính. Mười sáu tháng sau, trong sứ mệnh Apollo 13, Lovell sẽ thực hiện thủ công việc tái căn chỉnh tương tự trong những điều kiện nguy ngập hơn sau khi IMU của mô-đun phải tắt để tiết kiệm năng lượng.

### Trở về Trái Đất và tái thâm nhập

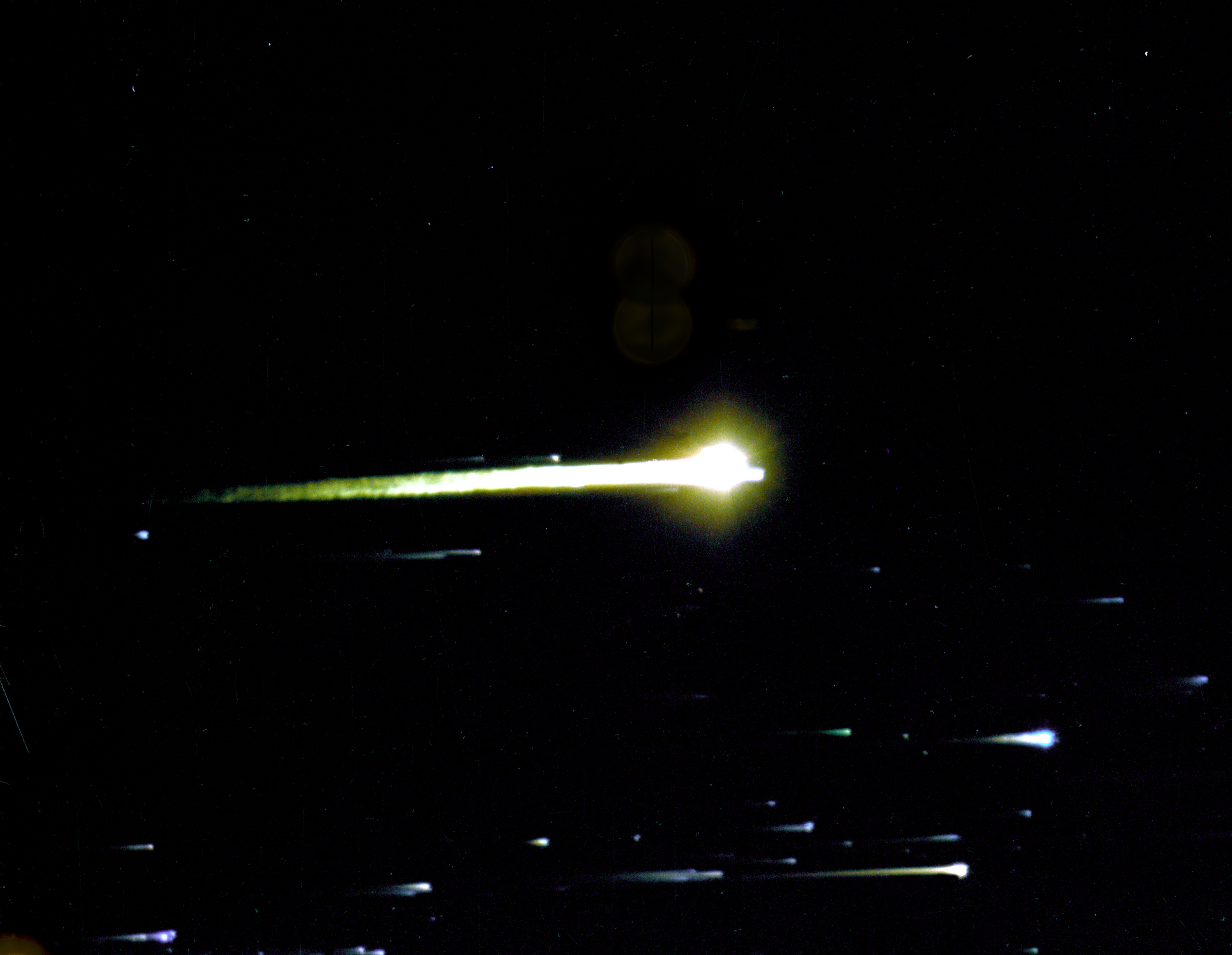
Apollo 8 tái thâm nhập, ngày 27 tháng 12 năm 1968, chụp từ một chiếc KC-135 Stratotanker ở độ cao 40000 ft

Chặng đường trở về Trái Đất chủ yếu là thời gian để phi hành đoàn thư giãn và giám sát tàu vũ trụ. Nếu như các chuyên gia về quỹ đạo đã tính toán chính xác mọi thứ, tàu vũ trụ sẽ quay trở lại bầu khí quyển hai ngày rưỡi sau TEI và lao xuống Thái Bình Dương.
Vào buổi chiều Lễ Giáng sinh, phi hành đoàn đã thực hiện buổi phát sóng truyền hình thứ năm. Lần này, họ đưa khán giả tham quan tàu vũ trụ và giới thiệu về cuộc sống trong không gian của phi hành gia. Khi kết thúc buổi phát sóng, họ tìm thấy món quà nhỏ của Slayton trong tủ thức ăn: một bữa tối gà tây thật có nhân nhồi, được đựng trong cùng loại túi chuyển cho quân đội ở Việt Nam.
Một bất ngờ khác của Slayton là món quà gồm ba chai rượu brandy nhỏ (miniature), nhưng Borman đã ra lệnh phi hành đoàn để yên cho đến khi hạ cánh. Chúng vẫn không được mở, thậm chí cho đến nhiều năm sau chuyến bay. Ngoài ra còn có những tặng phẩm nhỏ từ vợ của phi hành đoàn. Ngày hôm sau, vào khoảng 124 giờ sau khi phóng, lần truyền hình thứ sáu và cuối cùng đã chiếu những hình ảnh video đẹp nhất về Trái Đất của sứ mệnh trong bốn phút phát sóng. Sau hai ngày bình lặng, phi hành đoàn bắt đầu chuẩn bị cho bước tái thâm nhập. Máy tính sẽ điều khiển quá trình này và tất cả những gì họ phải làm là đặt tàu vũ trụ ở tư thế đúng, với đầu cùn (blunt end) hướng về phía trước. Trong trường hợp máy tính bị lỗi, Borman sẵn sàng tiếp quản.

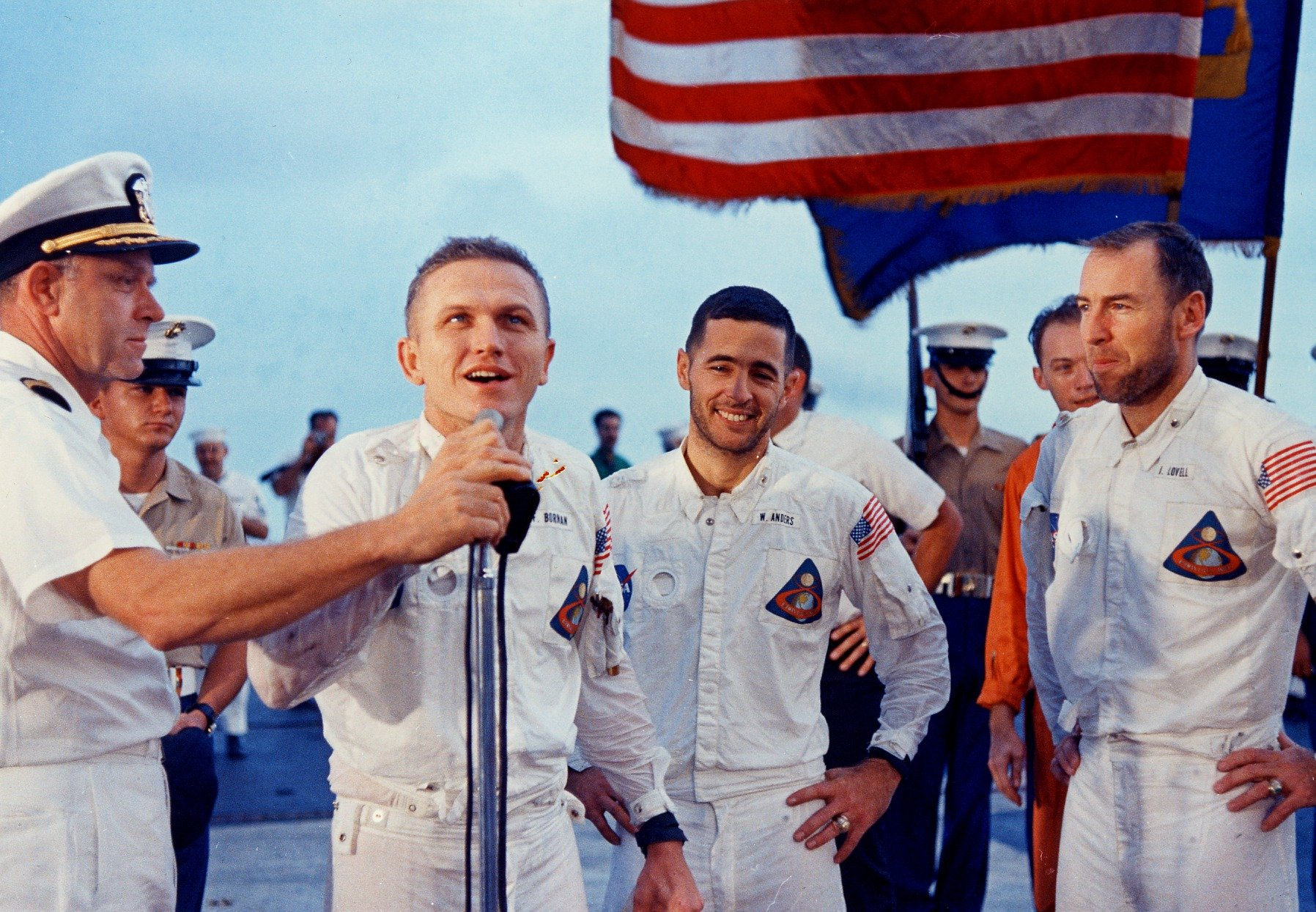
Phi hành đoàn Apollo 8 phát biểu trước thủy thủ đoàn USS Yorktown sau khi đáp xuống biển và thu hồi thành công.

Việc tách khỏi mô-đun dịch vụ đã giúp mô-đun chỉ huy chuẩn bị cho quá trình quay trở lại bằng cách để lộ tấm chắn nhiệt và loại bỏ khối lượng không cần thiết. Mô-đun dịch vụ sẽ bốc cháy trong khí quyển theo kế hoạch. Sáu phút trước khi đạt đến đỉnh khí quyển, phi hành đoàn nhìn thấy Mặt Trăng nhô lên trên đường chân trời của Trái Đất đúng như các chuyên gia quỹ đạo đã tính toán. Khi mô-đun chạm vào bầu khí quyển mỏng ngoài cùng, các phi hành gia nhận thấy xung quanh phi thuyền đang dần trở nên mù mịt do plasma phát sáng hình thành bên ngoài tàu vũ trụ. Mô-đun bắt đầu hãm lại và sự giảm tốc đạt đến đỉnh điểm ở mức 6 trọng lực tiêu chuẩn (59 m/s2). Với việc máy tính điều khiển quá trình hạ cánh bằng cách thay đổi tư thế của tàu vũ trụ, Apollo 8 đã đi lên trong chốc lát như một hòn đá bị ném thia lia trước khi lao xuống đại dương. Ở độ cao 30.000 foot (9,1 km), dù hãm (drogue parachute) được triển khai giúp ổn định tàu vũ trụ, theo sau là ba chiếc dù chính ở độ cao 10.000 foot (3,0 km). Vị trí hạ cánh của tàu vũ trụ theo báo cáo chính thức là 8°8′B 165°1′T / 8,133°B 165,017°T ở Bắc Thái Bình Dương, phía tây nam Hawaii lúc 15:51:42 UTC ngày 27 tháng 12 năm 1968.

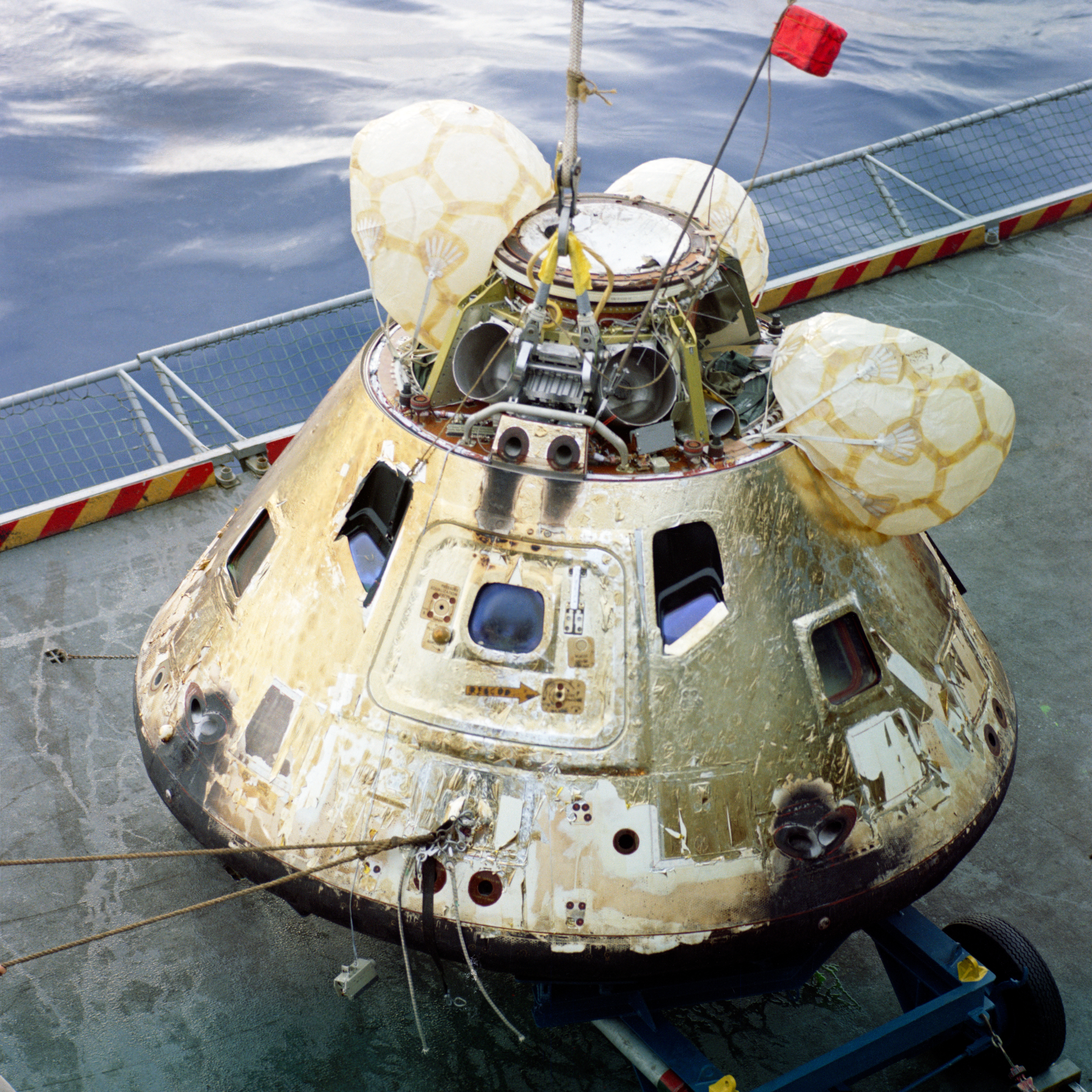
Mô-đun chỉ huy trên boong tàu

Khi phi thuyền rơi xuống mặt nước, những chiếc dù kéo con tàu lên và lật ngược nó lại; tư thế này được gọi là Stable 2. Trong thời gian chờ ba quả bóng bay nổi điều chỉnh tàu vũ trụ, Borman đã nôn mửa do bị một cơn sóng cao 10 foot (3,0 m) vùi dập. Khoảng sáu phút sau khi rơi xuống, mô-đun chỉ huy được điều chỉnh về hướng bình thường (Stable 1) nhờ hệ thống dựng thẳng bằng túi bơm hơi (inflatable bag uprighting system). Người nhái đầu tiên của tàu sân bay USS Yorktown đến nơi sau khi hạ cánh 43 phút. 45 phút sau, phi hành đoàn đã an toàn trên sàn đáp của tàu Yorktown.

## Di sản

### Ý nghĩa lịch sử
Apollo 8 diễn ra vào cuối năm 1968, khoảng thời gian chứng kiến nhiều biến động ở Hoa Kỳ và phần lớn thế giới. Mặc dù trong năm đó toàn cầu đã trải qua những vụ ám sát chính trị, tình trạng bất ổn trên đường phố châu Âu và châu Mỹ cũng như Mùa xuân Praha, tạp chí Time vẫn chọn phi hành đoàn Apollo 8 làm Nhân vật của năm 1968, qua đó công nhận họ là những người có ảnh hưởng nhiều nhất đến các sự kiện trong năm trước. Họ là những người đầu tiên rời khỏi phạm vi ảnh hưởng hấp dẫn của Trái Đất và quay xung quanh một thiên thể khác. Họ đã sống sót sau một nhiệm vụ mà ngay cả phi hành đoàn cũng đánh giá là chỉ có 50/50 cơ hội thành công hoàn toàn. Sức ảnh hưởng của Apollo 8 được tóm gọn trong bức điện tín từ một người lạ mà Borman đã nhận sau nhiệm vụ, với nội dung đơn giản: "Cảm ơn Apollo 8. Các anh đã cứu vãn năm 1968".

Một trong những phương diện nổi tiếng nhất của sứ mệnh là bức ảnh Trái Đất mọc mà phi hành đoàn đã chụp trong lần thứ tư bay vòng quanh quỹ đạo Mặt Trăng. Đây là lần đầu tiên con người chụp được một bức ảnh như vậy khi thực sự ở đằng sau camera; người ta xem nó là một trong những nguồn cảm hứng cho Ngày Trái Đất đầu tiên vào năm 1970. Tạp chí Life đã chọn Trái Đất mọc là bức thứ nhất trong số 100 bức ảnh làm thay đổi thế giới.

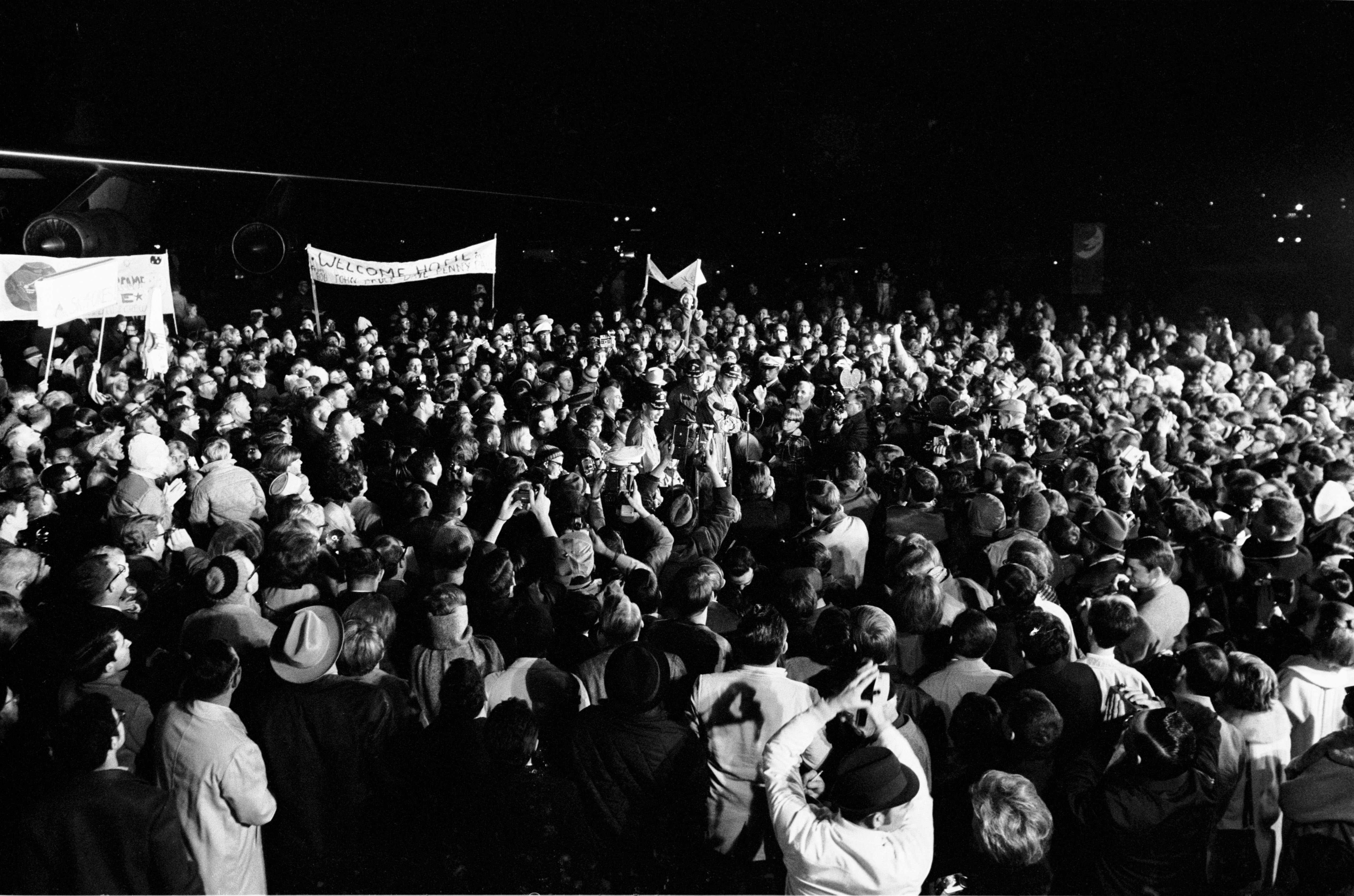
Các phi hành gia Apollo 8 trở về Houston sau khi kết thúc sứ mệnh.

Phi hành gia Apollo 11 Michael Collins tuyên bố, "Ý nghĩa lịch sử to lớn của Eight [Apollo 8] là trên tất thảy"; trong khi nhà sử học không gian Robert K. Poole coi Apollo 8 là sứ mệnh có nhiều ý nghĩa lịch sử nhất trong tất cả các sứ mệnh Apollo. Đây cũng là nhiệm vụ được giới truyền thông đưa tin rộng rãi hàng đầu kể từ Mercury-Atlas 6, chuyến bay trên quỹ đạo đầu tiên của Mỹ vào năm 1962. Có khoảng 1.200 nhà báo đưa tin về sứ mệnh, trong đó chương trình phát sóng của BBC được chiếu ở 54 quốc gia bằng 15 ngôn ngữ khác nhau. Theo tờ Pravda của Liên Xô, Chủ tịch chương trình Interkosmos Boris Nikolaevich Petrov đã mô tả chuyến bay là một "thành tựu nổi bật về khoa học và công nghệ vũ trụ của Mỹ". Ước tính rằng một phần tư số người còn sống vào thời điểm đó đã xem – trực tiếp hoặc trễ – buổi truyền phát vào Đêm vọng Giáng sinh trong quỹ đạo thứ chín của Mặt Trăng. Các chương trình phát sóng của Apollo 8 về sau giành được Giải Emmy, vinh dự cao nhất do Viện Khoa học và Nghệ thuật Truyền hình trao tặng.
Ít lâu sau đó, một người theo chủ nghĩa vô thần tên Madalyn Murray O'Hair đã gây ra tranh cãi khi khởi kiện NASA về việc đọc Sách Sáng Thế. O'Hair muốn tòa án cấm các phi hành gia Mỹ – toàn bộ đều là nhân viên chính phủ – cầu nguyện công khai trong không gian. Mặc dù vụ kiện đã bị Tối cao Pháp viện Hoa Kỳ bác bỏ, nhiều khả năng là do thiếu thẩm quyền xét xử trong không gian vũ trụ, nó vẫn khiến NASA tỏ ra dè dặt về vấn đề tôn giáo trong suốt phần còn lại của chương trình Apollo. Ở sứ mệnh Apollo 11, Buzz Aldrin đã tự cử hành Thánh lễ của phái Trưởng lão trên bề mặt Mặt Trăng sau khi hạ cánh; trong nhiều năm, ông hạn chế đề cập công khai sự việc và chỉ nói đến vấn đề này một cách gián tiếp vào thời điểm đó.

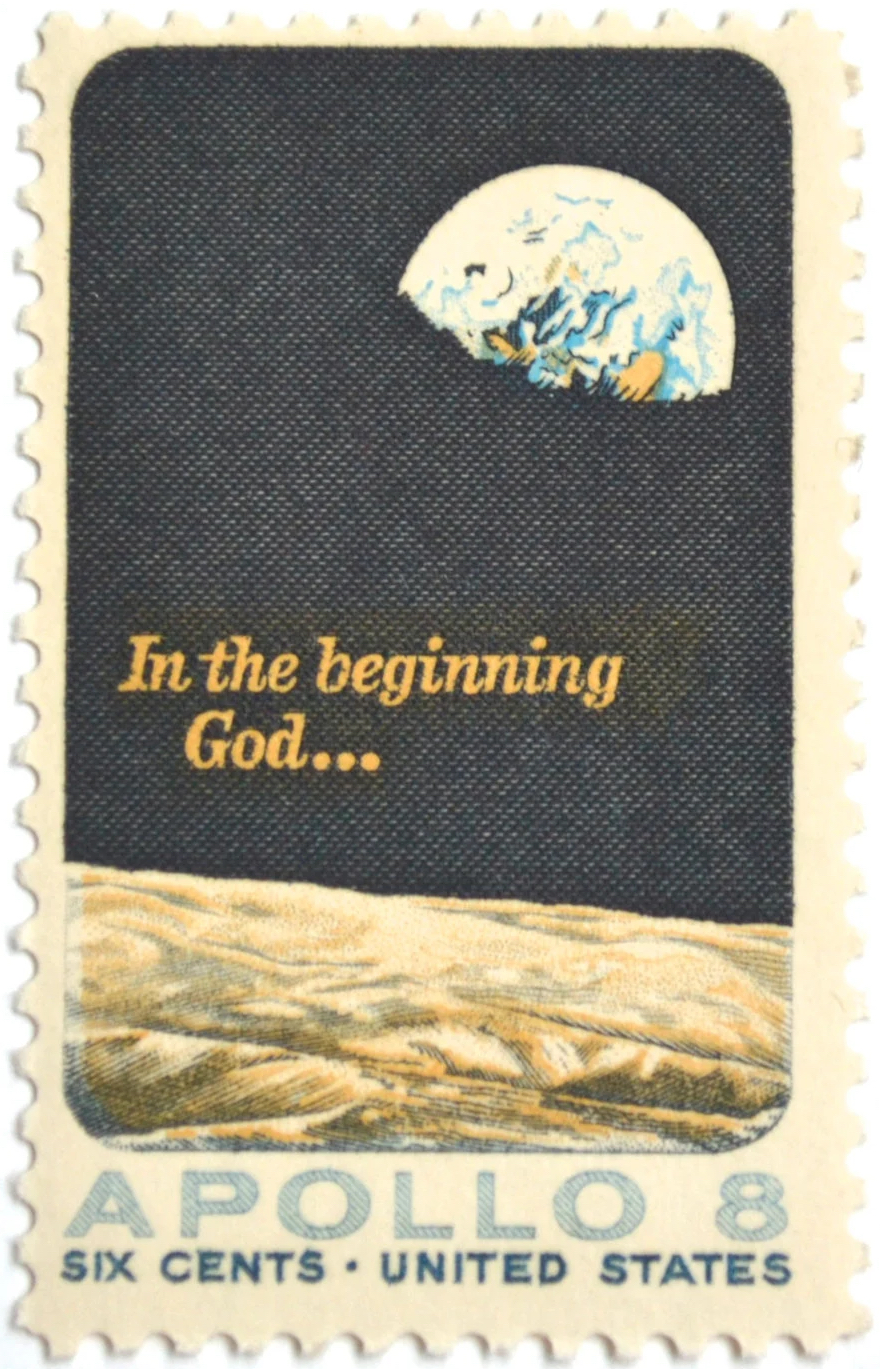
Tem kỷ niệm Apollo 8

Năm 1969, Bộ Bưu điện Hoa Kỳ phát hành tem bưu chính (catalog Scott #1371) kỷ niệm chuyến bay vòng quanh Mặt Trăng Apollo 8. Con tem có chi tiết bức ảnh Trái Đất mọc trên Mặt Trăng nổi tiếng do Anders chụp vào Đêm vọng Giáng sinh cùng dòng chữ, "In the beginning God ..." (tạm dịch: "Ban đầu, Chúa ..."), những lời đầu tiên trong Sách Sáng Thế. Tháng 1 năm 1969, chỉ 18 ngày sau khi phi hành đoàn trở về Trái Đất, họ đã xuất hiện trong chương trình trước trận đấu của Super Bowl III. Tại đó, các phi hành gia cùng đọc Lời Thề Trung thành trước khi nghệ sĩ kèn trumpet Lloyd Geisler của Dàn nhạc Giao hưởng Quốc gia Washington trình diễn bài quốc ca.

### Vị trí phi thuyền
Tháng 1 năm 1970, tàu Apollo 8 được chuyển đến Ōsaka, Nhật Bản để trưng bày ở gian hàng của Hoa Kỳ tại triển lãm toàn cầu Expo '70. Hiện Bảo tàng Khoa học và Công nghiệp Chicago đang trưng bày phi thuyền cùng với bộ sưu tập vật dụng cá nhân từ chuyến bay do Lovell hiến tặng và bộ đồ vũ trụ mà Frank Borman đã mặc. Bộ đồ vũ trụ Apollo 8 của Jim Lovell được trưng bày công khai tại Trung tâm Du khách thuộc Trung tâm Nghiên cứu Glenn của NASA, còn bộ đồ vũ trụ của Bill Anders được trưng bày tại Bảo tàng Khoa học ở Luân Đôn, Vương quốc Anh.

### Trong văn hóa đại chúng
Sứ mệnh Apollo 8 vẫn luôn được mô tả và nhắc đến dưới nhiều hình thức, bao gồm cả phim tài liệu và tiểu thuyết. Nhiều buổi truyền hình khác nhau và đoạn phim 16 mm do phi hành đoàn Apollo 8 quay lại đã được NASA biên soạn và phát hành trong bộ phim tài liệu năm 1969 Debrief: Apollo 8 với người dẫn chương trình Burgess Meredith. Ngoài ra, vào năm 2003, Spacecraft Films cũng đã phát hành một bộ DVD ba đĩa chứa tất cả các chương trình truyền hình và phim 16 mm của NASA liên quan đến sứ mệnh, bao gồm toàn bộ các buổi truyền phát từ không gian, cảnh huấn luyện và phi vụ phóng, cũng như hình ảnh động được thực hiện trong chuyến bay. Các phim tài liệu khác còn có "Race to the Moon" (2005) – nằm trong mùa 18 của chương trình American Experience – và In the Shadow of the Moon (2007). Tháng 12 năm 2018, tập phim Apollo's Daring Mission trong series Nova của mạng PBS được phát sóng, đánh dấu đợt kỷ niệm 50 năm chuyến bay.
Trong album năm 1994 The Songs of Distant Earth, Mike Oldfield đã sử dụng giọng đọc của Anders cho đoạn cắt "In The Beginning".
Trong tập phim "1968" của miniseries năm 1998 From the Earth to the Moon, các phần của sứ mệnh xuất hiện dưới dạng kịch tính hóa. Tầng S-IVB của Apollo 8 cũng đóng vai trò là vị trí của một thiết bị ngoài hành tinh trong tập phim "Conflict" thuộc series UFO vào năm 1970. Quá trình đi vào quỹ đạo Mặt Trăng của sứ mệnh còn được trình bày chi tiết bằng các đoạn thu âm thực tế trong bài hát "The Other Side" thuộc album năm 2015 The Race for Space của ban nhạc Public Service Broadcasting.
Năm 2018, phim tài liệu First to the Moon: The Journey of Apollo 8 được phát hành. Nội dung phim kể về sứ mệnh Apollo 8 và giới thiệu các buổi phỏng vấn với phi hành đoàn chuyến bay.